# Танаис (город)
Та́наи́с (др.-греч. Τάναϊς) — античный эмпорий (первая четверть III в. до н. э. — середина V в. н. э.), находящийся на правом берегу реки Мёртвый Донец, самом длинном из рукавов дельты Дона — западная окраина Недвиговского сельского поселения (Недвиговка) в 36 км от города Ростова-на-Дону. Основан греками-выходцами из Боспорского царства.

## История

Река Танаис и греческая колония Танаис, наряду с другими греческими колониями по северному побережью Чёрного моря.

### Эллинистический период
Об основании Танаиса боспорскими греками упоминает в своём сочинении «Географии» греческий историк и географ Страбон:

На реке и на озере лежит одноименный город Танаис, основанный греками, владевшими Боспором. Недавно его разрушил царь Полемон за неподчинение.

В ранний период существования города, основная его часть — укрепленная Цитадель находилась на второй береговой ступени реки Танаис. Её размеры равнялись 280×270 м. Общая протяженность города по берегу во II—I вв. н. э. составляла 600—700 м.

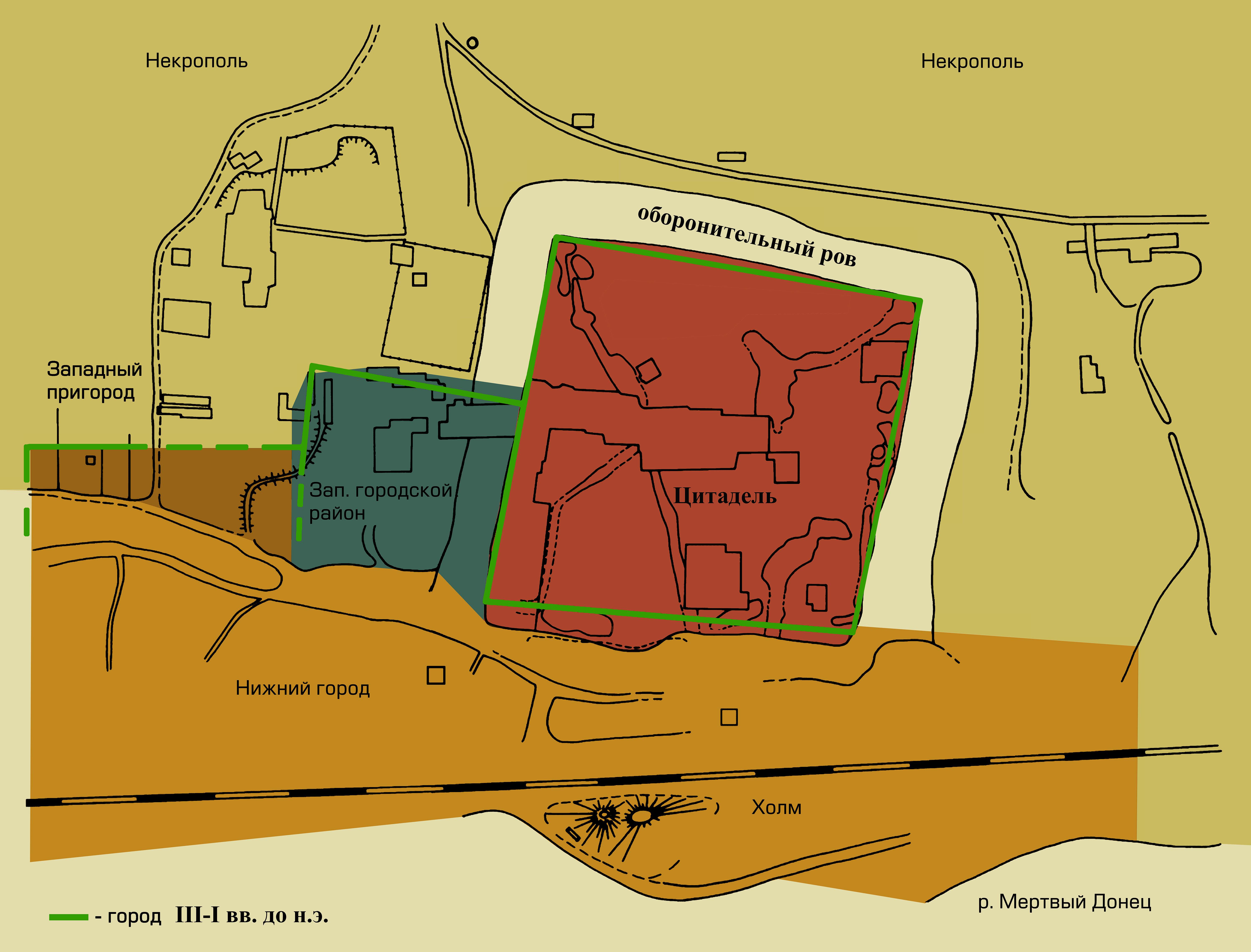
План Городища Танаис. Первая четверть III в. до н. э. — V в. н. э.

Главной причиной основания эмпория и статьёй дохода его жителей ученые считают торговлю импортом с окружающими Танаис кочевниками. Большую часть импорта, поступающего в город, составляла амфорная тара (амфоры), в которой перевозилось вино и оливковое масло. Ключевыми импортёрами эмпория в первые века его существования были Родос, Синопа, в меньшей степени Гераклея Понтийская и Херсонес, и некоторые острова Эгейского бассейна: Кос, Книд. Тара доставлялась в город по морю на кораблях малой и средней вместимости, за счёт чего город, по мнению исследователей, вскоре превратился в значительный по объёмам торговли эмпорий. Данное утверждение подкреплялось словами Страбона, который называл Танаис вторым крупным торговым центром после Пантикапея:

Это был общий торговый центр азиатских и европейских кочевников, с одной стороны, и прибывающих на кораблях в озеро с Боспора, с другой; первые привозят рабов, кожи и другие предметы, которые можно найти у кочевников, последние доставляют в обмен одежду, вино и все прочие принадлежности культурного обихода.

Подобной точки зрения долгое время придерживалось большинство отечественных ученых. Однако в последние годы появились работы говорящие, что время основания города совпадает с практически полным исчезновением погребальных памятников кочевников Нижнего Подонья. Несмотря на очевидное разрастание города и увеличение керамического импорта в самом Танаисе, в степи не найдено признаков поступления товаров из него. В качестве одной из версий предлагается точка зрения, по которой существование и увеличивающееся благосостояние одиночной колонии эллинов на Нижнем Дону в варварском окружении в это время во многом зависело либо от торговли продуктами земледелия и рыбой, либо от экономической поддержки со стороны Боспора.

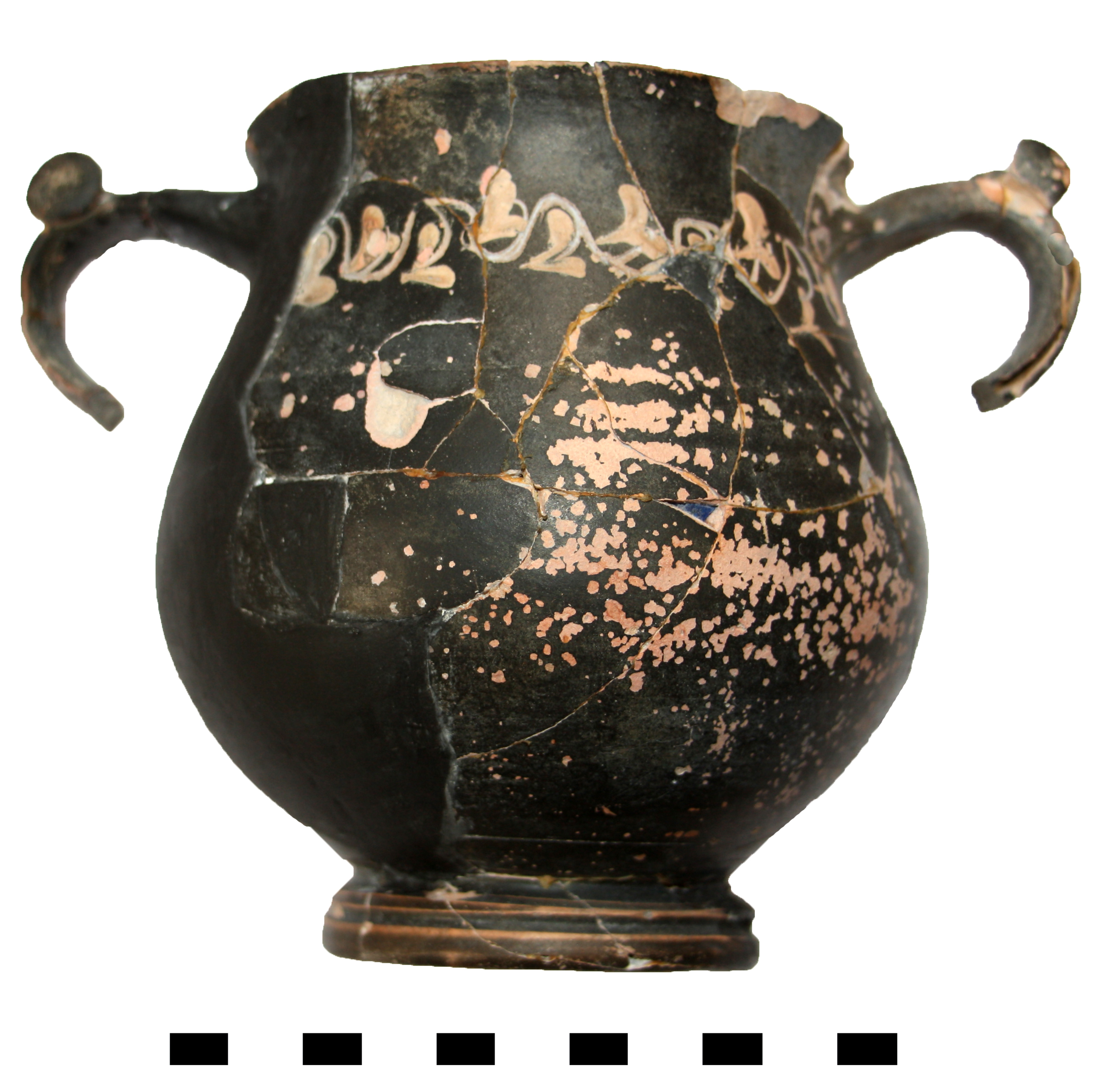
Канфар чернолаковый II до н. э.

Тем не менее кочевники без сомнения играли важную роль в дальнейшем формировании торгово-экономической системы Танаиса. Исследователи полагают что, первые прямые контакты жителей торговой колонии с населением степи связаны с появлением в первой половине II в. до н. э. в Нижнем Подонье сарматов. Из сообщений Страбона известно, что кочевники контролировали судоходные части реки Танаис.

Выше устья Танаиса известна только небольшая часть течения реки из‑за холодов и скудости… Кроме того, кочевники, не вступающие в общение с другими народностями и более многочисленные и могущественные, преградили доступ во все удобопроходимые места страны и в судоходные части реки.

Из этого можно сделать вывод, что греческие торговцы раннего Танаиса не выезжали в степь и не поднимались вверх по реке, товарообмен происходил непосредственно в эмпории Массовый характер, согласно результатам полевых исследований, пока имеют лишь две категории «импортных» находок: бусы и простая столовая посуда (преимущественно кувшины). Прочие импортные вещи: парадная посуда (лак, стекло), металлическая посуда, ювелирные изделия, фибулы, встречаются достаточно редко. Они, вероятно, поступали для внутреннего потребления горожан. Вероятнее всего торговля привозной керамикой, в том числе и амфорной тарой, получает широкое распространение лишь к концу I в. до н. э. — началу Ι в. н. э. когда вокруг Танаиса образуется не менее десяти оседлых меотских поселений. В это время Танаис становится одним из крупнейших торжищ.
Военное вторжение боспорского царя Полемона на территорию Танаиса в конце I в. до н. э, о котором нам сообщал Страбон в своем произведении «Географии» подтверждается археологическими исследованиями культурного слоя городища этого времени, которые выявили факты значительных пожаров и разрушений в жилых кварталах, а также почти полное уничтожение фортификационной системы города. Город был разрушен.

### Римский период

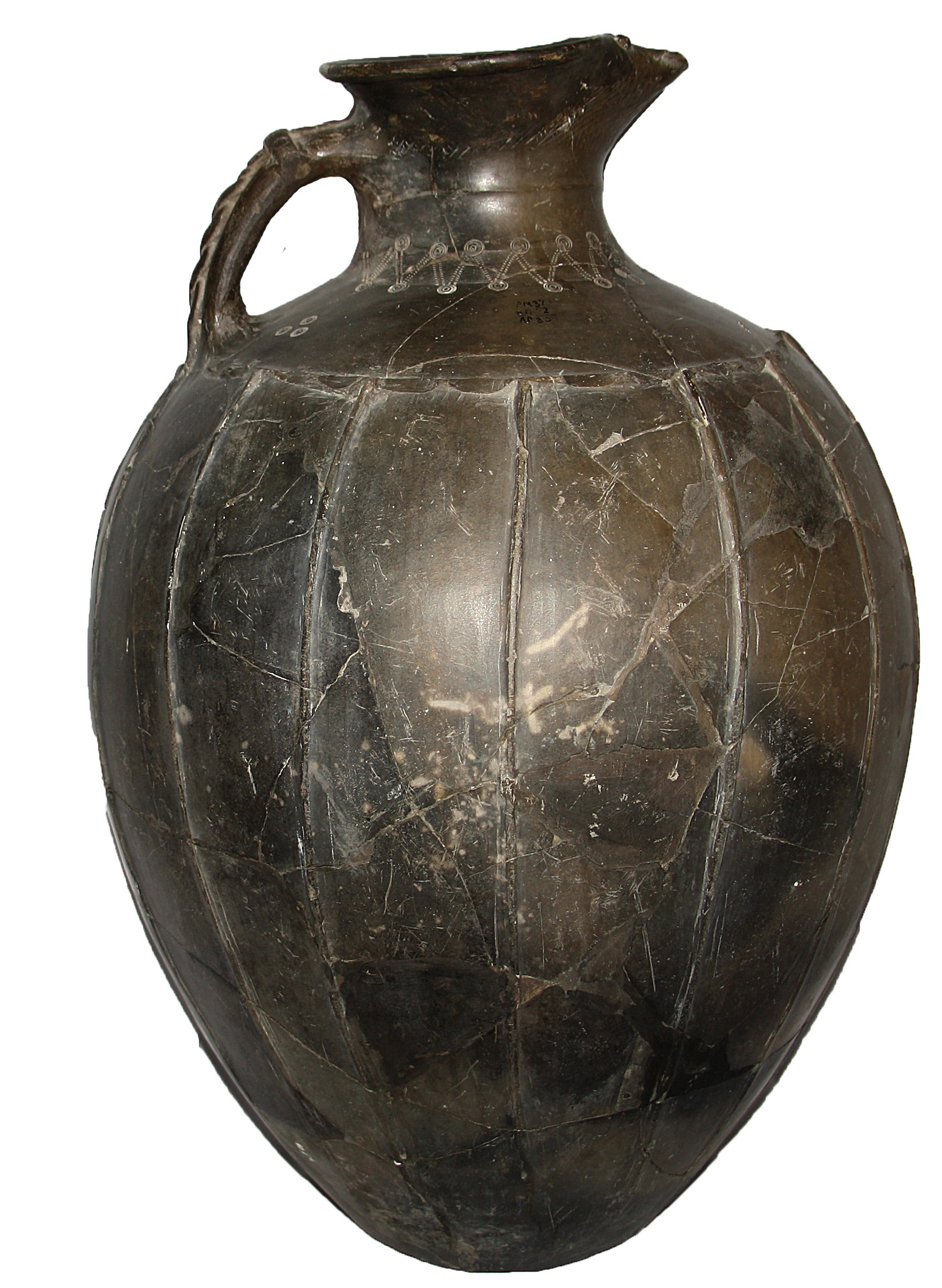
Серолощенный кувшин. Привезён в Танаис предположительно с территории Северного Кавказа

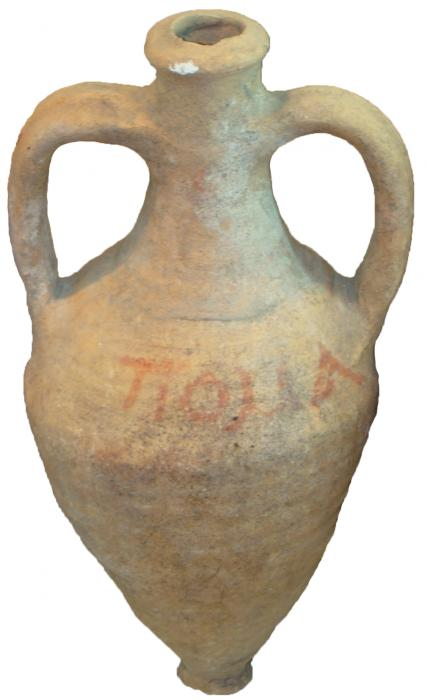
Амфора. III в. н. э.

Дата возможного завершения восстановления оборонительных стен (108 г. н. э.) и торгового эмпория с ними известна благодаря находке известняковой плиты со строительной надписью, посвящённой возведению южных городских ворот. В ней говорится следующее:

В царствование царя Тиберия Юлия Савромата, друга цезаря и друга римлян, благочестивого, эти ворота от основания построили временно проживающие эллины из собственных средств при сыне Зенона, эллинархе.

С этого момента начинается новый этап жизни города. Появляются новые жилые кварталы на территории Нижнего города, располагавшегося на первой береговой террасе и в пойменной части реке Мёртвый Донец (Танаис). Цитадель, как и в первые века существования поселения, находилась на второй береговой ступени. Ее размеры в I—III вв. н. э. составляли 240×250 м.
Возобновилась торговля. Круг основных торговых агентов составляли города Восточного Средиземноморья, юго-восточного побережья Малой Азии и даже несколько центров Западного Средиземноморья и Северной Африки. Наряду с товарами в амфорах в город доставлялись и другие товары. Популярным видом в первые века н. э. становится краснолаковая посуда. В Танаисе, собственно, как и на всей территории Северного Причерноморья, преобладали краснолаковые сосуды малоазийского производства. Во II—III вв. н. э. в эмпорий начинает поступать кружальная серолощёная посуда из центрального Предкавказья — Северной Осетии и Кабардино-Балкарии.
Налаживается торговля с сарматами Подонья и Поволжья. Через Танаис к номадам поступали вещи греко-римского производства. Как и в эллинистическое время, в первые века н. э. это, по большей части, предметы роскоши — бронзовые и серебряные кувшины и чаши из Италии и Западной Европы. Застежки-фибулы, иногда украшенные эмалью, происходящие из мастерских разных регионов: от Северной Италии и Южной Франции до Северного Причерноморья, большое количество бус, изготовленных из стеклянной пасты, голубого «египетского» фаянса, сердолика, гагата, янтаря и других минералов.
Экономический рост эмпория был временно прерван в средине II веке н.э. В ходе археологических работ исследователями на территории городища в слое того периода были обнаружены следы разрушений, которые связывают с проникновением на Нижний Дон носителей позднесарматской культуры. Но несмотря на значительные разрушения, город был достаточно быстро восстановлен. С этого момента в этническом составе города наблюдаются значительные изменения. В надписях этого времени всё чаще встречаются иранские имена, что свидетельствует о значительном проценте ираноязычного кочевого элемента среди горожан. В 330 году Танаис был вновь опусташён, но на этот раз это сделали готы. Хоть город и подвергся сильным разрушениям, он продолжал непрерывно существовать минимум до V века н.э.

### Позднеантичный период

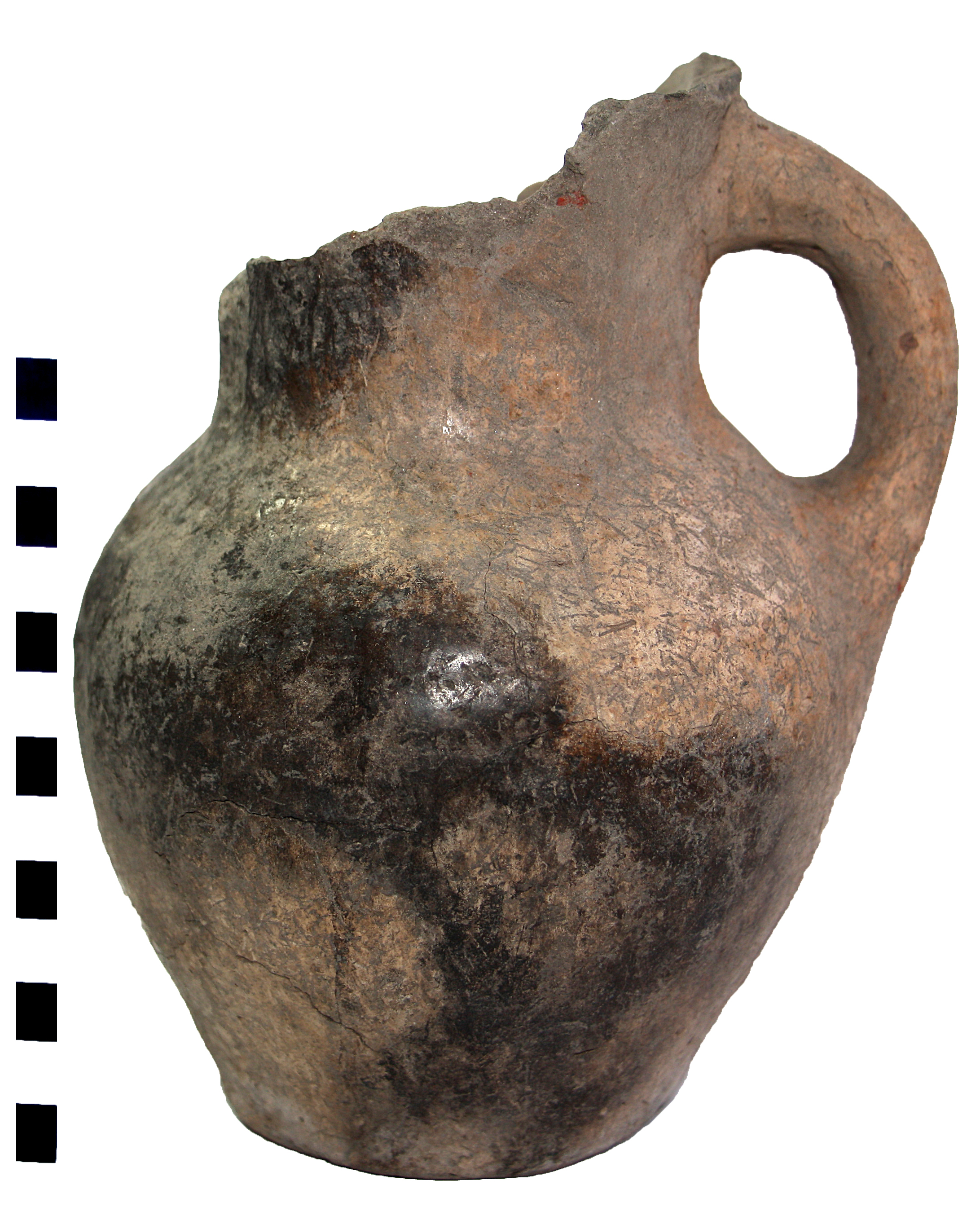
Кувшин лепной. IV в. н. э.

Как полагают исследователи, до середины IV века город пребывал в сильном упадке после нашествия готов. Лишь во второй половине IV века город снова начинает возрождать свою коммерческую активность. Город начинает вновь активно застраиваться, площадь новой застройки, по мнению Д. Б. Шелова, совпадала с территорией эмпория до его разрушения. Археологические открытия, сделанные за последние годы, подтверждают эту гипотезу. Руины домов, найденные у западного оборонительного рва римского времени, свидетельствуют о том, что пределы позднеантичного города на Западе совпадали с западной границей Танаиса I—III веков. На востоке границы города уходят более чем на 100 метров и выходят за пределы восточного оборонительного рва. По-прежнему заселённой остаётся территория Нижнего города, которая доходила до берега реки. При этом никаких фортификационных сооружений IV—V веков обнаружено не было. Поверх старых улиц и площадей прокладываются новые улицы с хозяйственными постройками и ямами. Дома отстраивались на фундаментах предыдущих строений уничтоженных во время нашествия готов. В новых жилых и хозяйственных помещениях отсутствовали подвалы. В настоящее время исследователи отмечают два горизонта перестроек позднеантичного города. Для первого горизонта характерны прямоугольные постройки, сложенные из необработанного камня, добытого из руин предыдущих строений. 
В начале V века происходит резкое уменьшение площади города. Жители покидают свои дома в Нижнем городе. Если судить по находкам на раскопе № XXVIII, можно предположить, что имущество части горожан было в спешке оставлено. К этому времени оказываются заброшенными постройки к востоку и западу от основного четырехугольника городища. Не исключено, что с этими событиями связано исчезновение ряда населённых пунктов на правобережье и в дельте Дона. Остатки строений, которые можно было бы связать со второй четвертью-срединой V века известны к настоящему времени лишь на территории «основного четырехугольника» городища. Конкретной причины окончательного запустения города назвать нельзя. Скорее всего она кроется в общей ситуации, связанной с последствиями гуннского нашествия. Непосредственных следов разрушения города в V веке не наблюдается, однако город был покинут жителями и оставался заброшенным до начала VI века.

### Раннесредневековый период

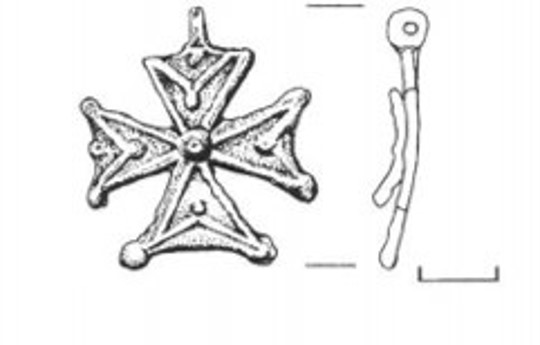
Крест-тельник. Найден в слое VII века раннесредневекового поселения «Недвиговское Западное»

Город тем не менее снова возраждается в средневековый период, застройку этого периода принято называть «Недвиговское Западное». Время существования раннесредневекового города на территории Недвиговского городища определяется рамками VI—IX веков. Определить его чёткие территориальные границы, плотность застройки, виды хозяйственной деятельности горожан и их торговые связи, в силу слабой изученности, пока не представляется возможным. Между тем на основании археологического материала, полученного в ходе полевых работ на западной окраине х. Недвиговка (западная окраина городища Танаис), можно с уверенностью говорить об оседлом характере жизни населения. Строения этого периода имели различную в плане форму: округлую, квадратную и подпрямоугольную, с ровными полами, толщиной 6—12 см и каменными стенами, сложенными из местного известняка, вероятно полученного из разборов завалов Цитадели. Основными находками в археологическом слое, доходящим до 1 м, этого времени являются фрагменты раннесредневековых амфор VI—IX веков, столовой посуды: лепные и кружальные кувшины, кухонной посуды: лепные горшки, миски и корчаги, датируемые VIII—ΙΧ веками ойнохойи, аналогичные крымским VII—IX веков. Наиболее яркой находкой, сделанной археологами на территории XXIII раскопа, стал свинцовый нательный крест «константиновского типа», найденный в помещении № 15 у стены. Подобные кресты бытовали с начала IV по конец VI века на территории Закавказья: Армения и Грузия, а также в Крыму. После IX веке археологических находок не встречается, что может указывать на то, что город мог быть покинут жителями, причины запустения поселения не ясны. В XII веке в регион пришли венецианцы, которые основали город Тану, что открыло новую страницу истории региона.

## Ремесло

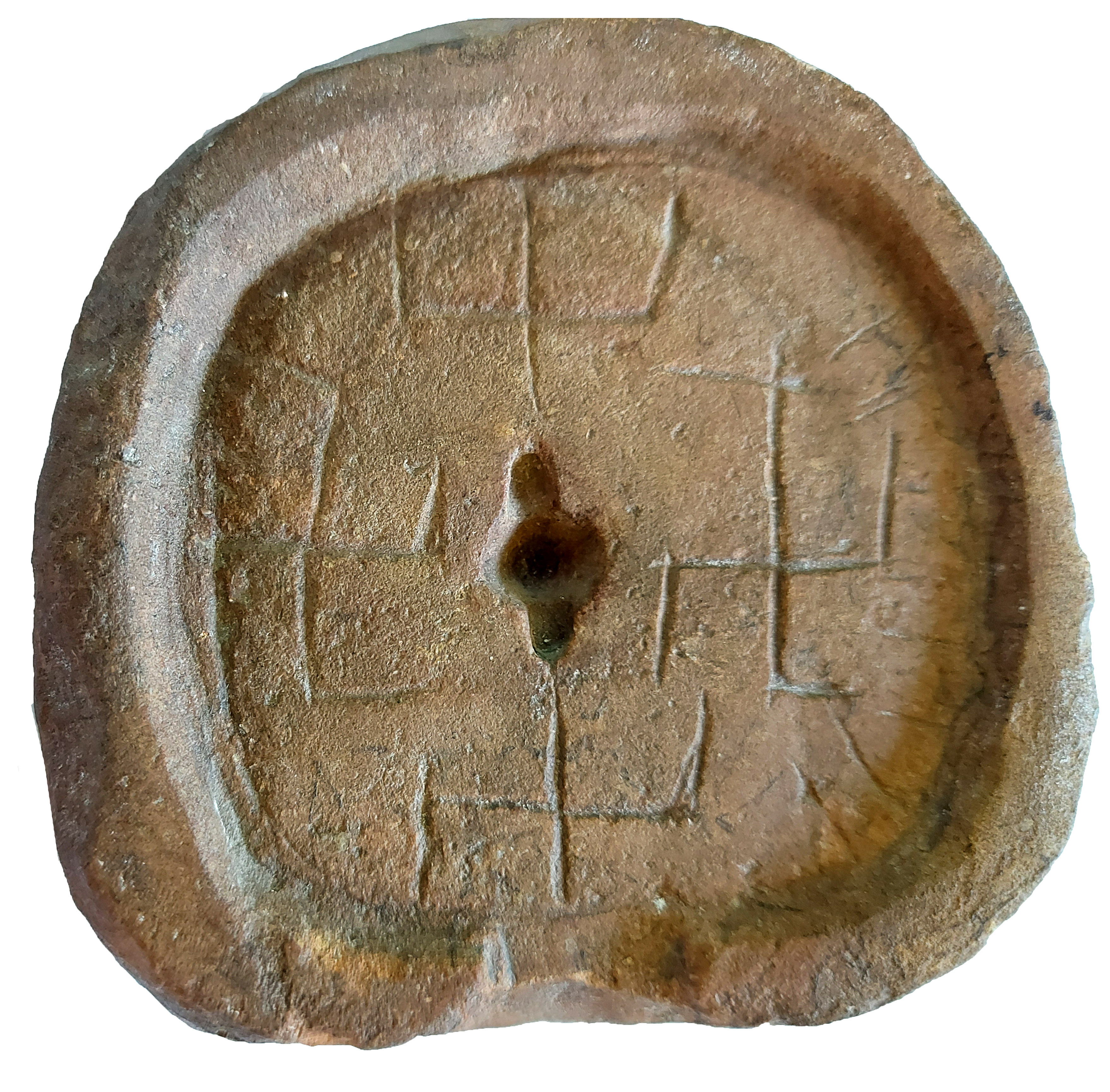
Литейная форма. Для отливки бронзовых зеркал

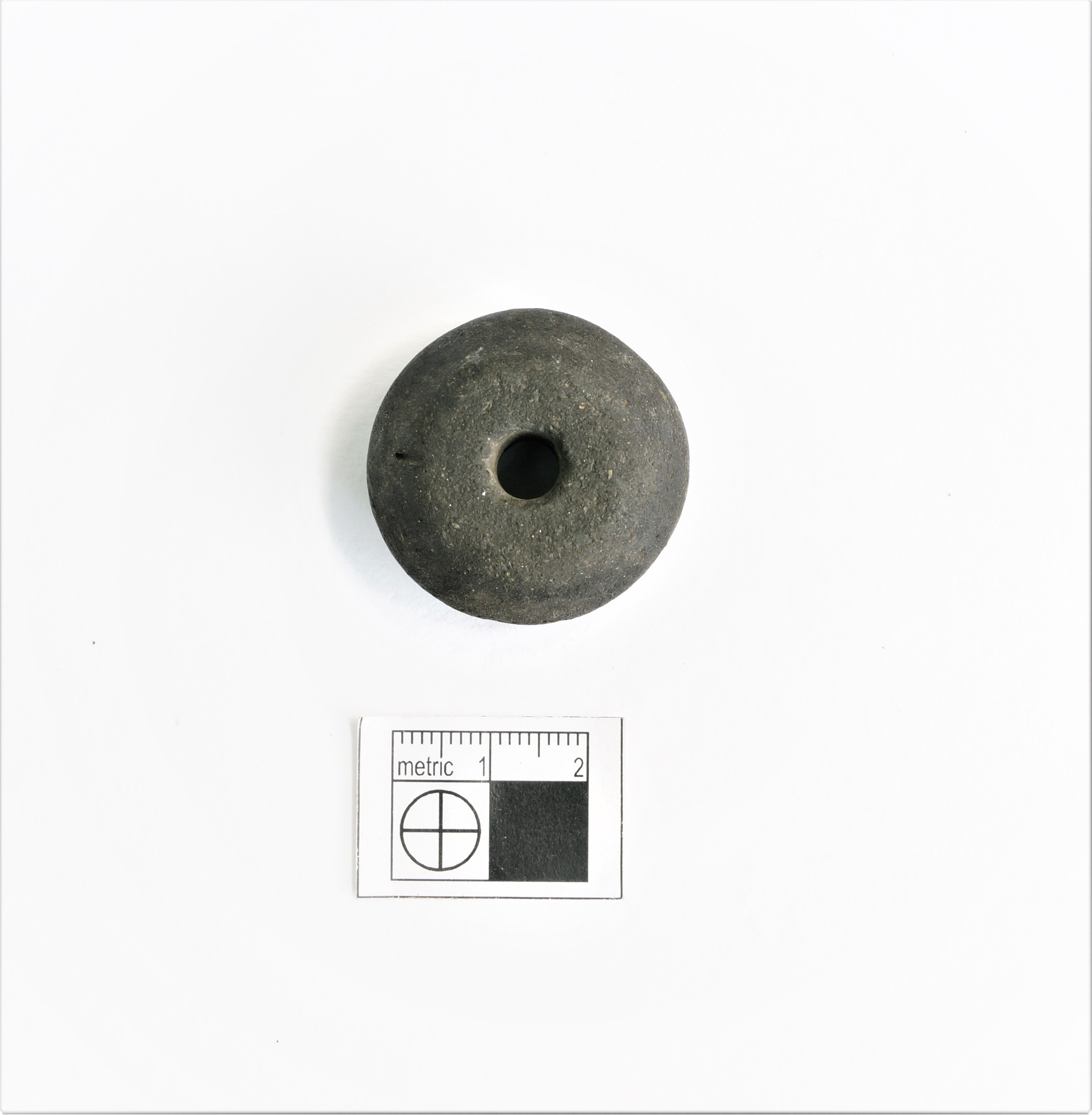
Прясло керамическое. Найдено в постройке III в. н. э.

В Танаисе наиболее значительной областью ремесленного производства было строительное дело. Возведение жилых домов и оборонительных сооружений, мощеных улиц и дворов, создание цистерн, колодцев и водостоков, постройка производственных и хозяйственных помещений, оформление погребальных памятников — всё это требовало прежде всего очень большого объема работы каменщиков. В строительных работах, вероятно, принимали участие не только профессионалы, но и большинство жителей города. Камень для строительных работ добывали в округе города. Самое раннее упоминание профессии архитектора найдено именно в Танаисе. Их знания необходимы были, прежде всего при строительстве общественных зданий и оборонительных сооружений. Наряду с каменщиками большую роль в строительном деле играли плотники и столяры. При раскопках городища встречаются их инструменты. Многие вещи изготавливались из дерева. К деревообрабатывающему ремеслу близко стоит обработка кости и рога. Развитие косторезного производства в Танаисе подтверждается достаточно частыми находками изделий из этих материалов, а также заготовок и полуфабрикатов — костей со следами незаконченной обработки. Изделия из кости многочисленны — проколки, трубочки, обработанные астрагалы, рукояти ножей, накладки луков, костяные наконечники стрел.

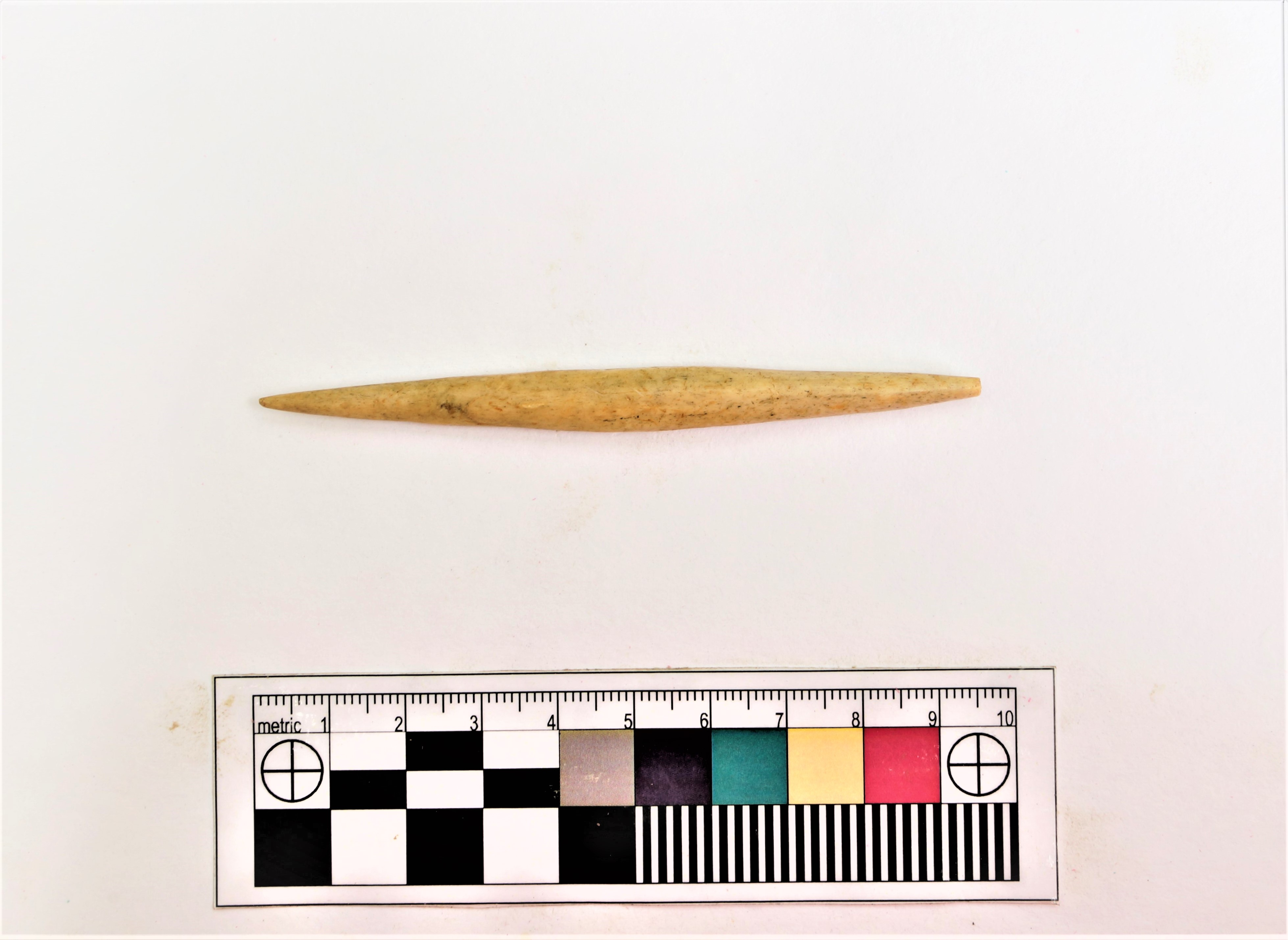
Костяная проколка. Найдена в постройке III в. н. э.

Кроме того, в Танаисе было развито железоделательное производство, кузнечное ремесло. Здесь изготавливали орудия труда, оружие, инструменты, гвозди. С уверенностью можно говорить о развитии в городе медно- и бронзолитейного дела, а также ювелирного ремесла. Вероятно, городские мастера делали несложные в изготовлении браслеты, перстни, серьги, кольца, пряжки для ремней. Достаточно много в слоях города фрагментов и целых экземпляров лепных сосудов. Лепная посуда изготавливалась без использования гончарного круга. Местные жители делали горшки, сковородки, светильники, блюда, кружки. О местном стеклоделательном производстве свидетельствует значительное количество осколков фиал, стеклянный брак, раковины мидий, используемые при варке стекла. Также в Танаисе были найдены формы для отливки чаш. Сохранилась глиняная льячка, наполненная стеклом, которое древний мастер так и не успел вылить в форму. О наличии ткачества свидетельствуют находки пряслиц и грузил для ткацких станков. Они разнообразны по форме, в большинстве своем сделаны из необожжённой глины, хотя встречаются и каменные. Для изготовления пряслиц иногда использовали ножки амфор и стенки различных сосудов.

## Социально-политическое устройство города. Этнический состав и численность населения

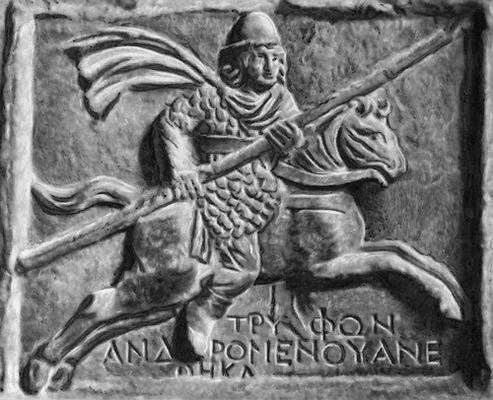
Рельефное изображение одного из пресбевтов II в. н. э. с надписью: «Я, Трифон, сын Андромена посвятил»

## Сельское хозяйство в Танаисе

### Эллинистический период

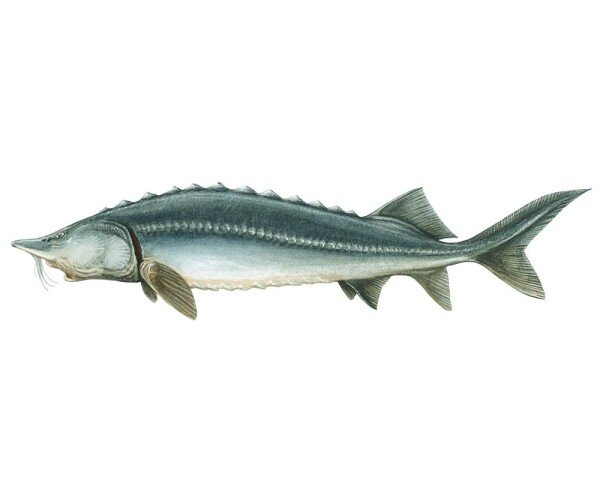
Белуга. Семейство осетровые

С момента своего основания на протяжении двух веков эмпорий находился в стадии развития. Происходило освоение земель, рост сельского хозяйства. Большую часть посевов занимали зерновые культуры семейства злаковых: пшеница и ячмень. Хорошая урожайность позволяла жителям города не только обеспечить собственные потребности, но и осуществлять поставки зерна на экспорт. Второй по значимости статьёй сельского хозяйства являлось животноводство, основу которого составлял мелкий рогатый скот. Соотношение овцы-козы было относительно равным в ранний период существования Танаиса. Овец выращивали как для получения мясных продуктов, так и для прижизненного использования (шерсть, молоко, навоз). Коз на мясо не забивали. Кости свиней отмечены в пластах всех периодов существования города, причём большинство из них были моложе двух лет. За счёт близкого расположения реки широкое распространение получило рыболовство. Видовой состав пойманной рыбы был представлен семействами осетровых, сомовых и карповых. Как удалось установить исследователям, в ранний период существования эмпория от общего числа костных останков рыб, найденных на территории поселения, кости сома составляли — 76 %, кости осетровых — 20 %, кости судака — около 4 %. Размеры рыб варьируют в широких пределах: сом 87—270 см, судак 57—120 см, осётр 108—270 см, севрюга 105—145 см, белуга 105—450 см. Несмотря на большое количество костного материала, по мнению исследователей, приведенные данные не дают возможности достоверно определить место рыбы в пищевом рационе первых колонистов из-за плохой сохранности объектов исследования, но позволяют с уверенностью сказать, что рыболовство было регулярным видом деятельности жителей Танаиса.

## Римское время

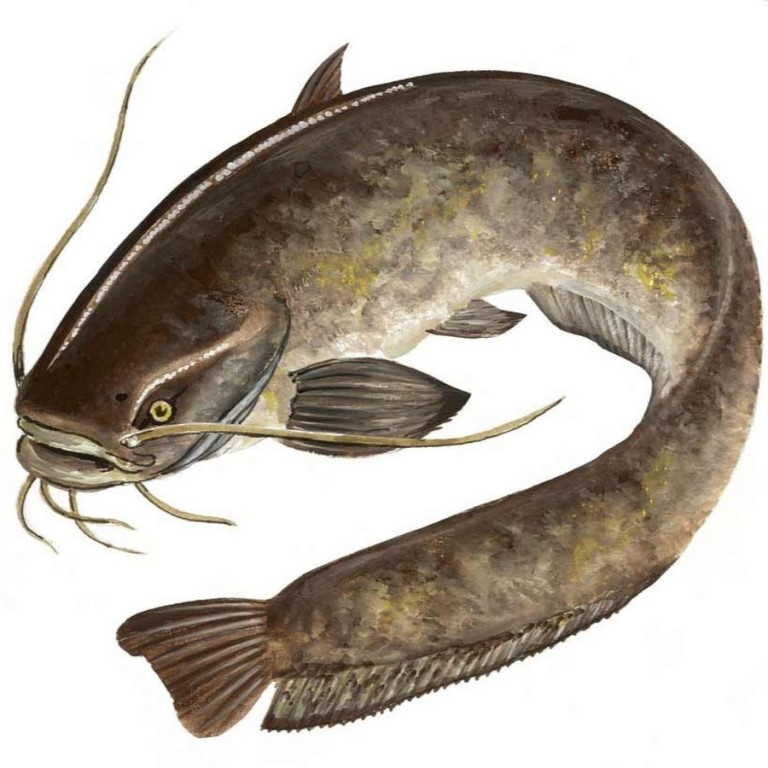
Сом

В I—III вв. н. э. основу сельского хозяйства также составляло сельское хозяйство. Росло поголовье скота, причём основу стада в римское время составлял крупный рогатый скот. Направление разведения в первую очередь было молочным, на мясо забивались зачастую взрослые и старые особи. Помимо употребления в пищу, животных использовали как тягловую силу. Однако это направление не было приоритетным, поскольку обнаружено очень мало костей животных с прижизненной деформацией, которая бы свидетельствовала о постоянных нагрузках. Это связано, по мнению учёных, со значимой ролью лошади в хозяйственной деятельности горожан, она использовалась как тягловое и верховое животное. Путём реконструкции видового поголовья стада и подсчёта статистических данных костного материала из пищевых отходов был установлен процент мясной продукции в рационе горожан в I—III вв. н. э., который строится следующим образом: говядина — 70 %, конина — 20 %, баранина и козлятина 10 %. Количество рыбы в питании колонистов установить не удалось ввиду плохой сохранности костных останков среди пищевых отходов. Между тем её видовой состав, определённый на материале из хозяйственных ям: сом, сазан, белуга и судак, говорит о том, что использовались определённые орудия лова — сети, реже копья. Так как в пищу попадали лишь некоторые виды рыб из акватории реки. Процент выловленной рыбы показывает, что горожане систематически занимались рыбной ловлей в I—III веках.

### Позднеантичный Танаис
Объемы сельского хозяйства в IV — начале V веков значительно сократились. Изменилось процентное соотношение видового состава стада: большей его частью, как и прежде, являлся крупный рогатый скот — 50 %, однако выросло поголовье свиней, которое численно уравнялось с мелким рогатым скотом (овцой и козой) — 30 %. Оставшиеся 20 % составляли лошади и верблюды. Таким образом мясная продукция в рационе поселенцев состояла из говядины на 65 %, свинины — на 25 % и козлятины — на 10 %. Конина в пищу употреблялась крайне редко, свидетельства использования верблюда в качестве продукта питания исследователями не зафиксированы. Изменяется ассортимент пойманной рыбы. В IV — начале V вв. н. э. на первое место по количеству костных останков в хозяйственных ямах и культурном слое выходит сом — 70 %, кости осетровых видов рыб составляют — 13 %, сазана — 7 %, судака — 8 %, кости леща, вырезуба, жерехи, тарани и щуки — единичны. К осетровым относились в основном кости севрюги, осетра и стерляди. Уровень развития агрикультуры в этот период достоверно установить не удаётся.

## Некрополь городища Танаис

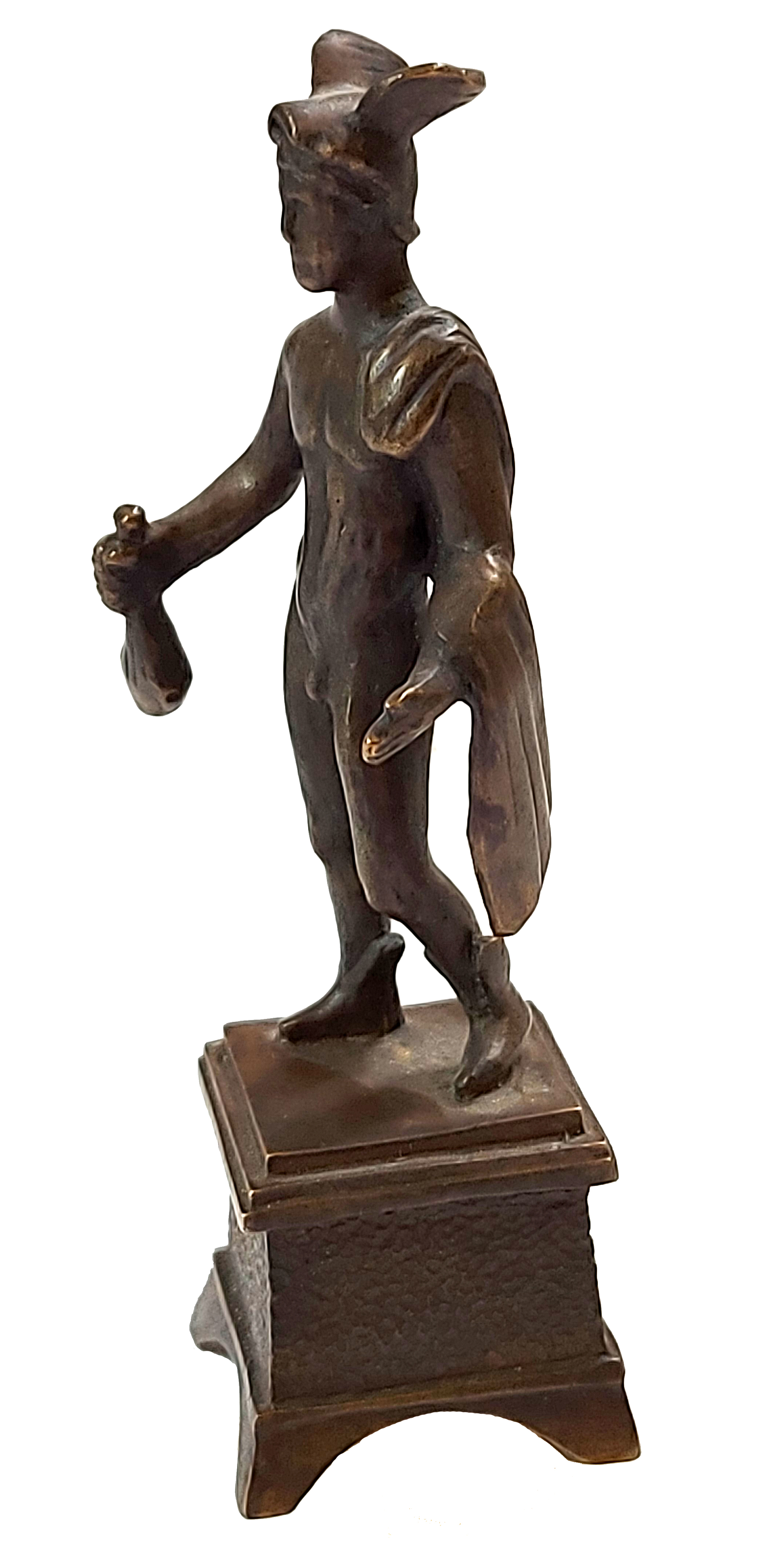
Бронзовая статуэтка Гермеса. Найдена на территории городища, в одном из подвалов, погибших в средине III в. до н. э. в пожаре

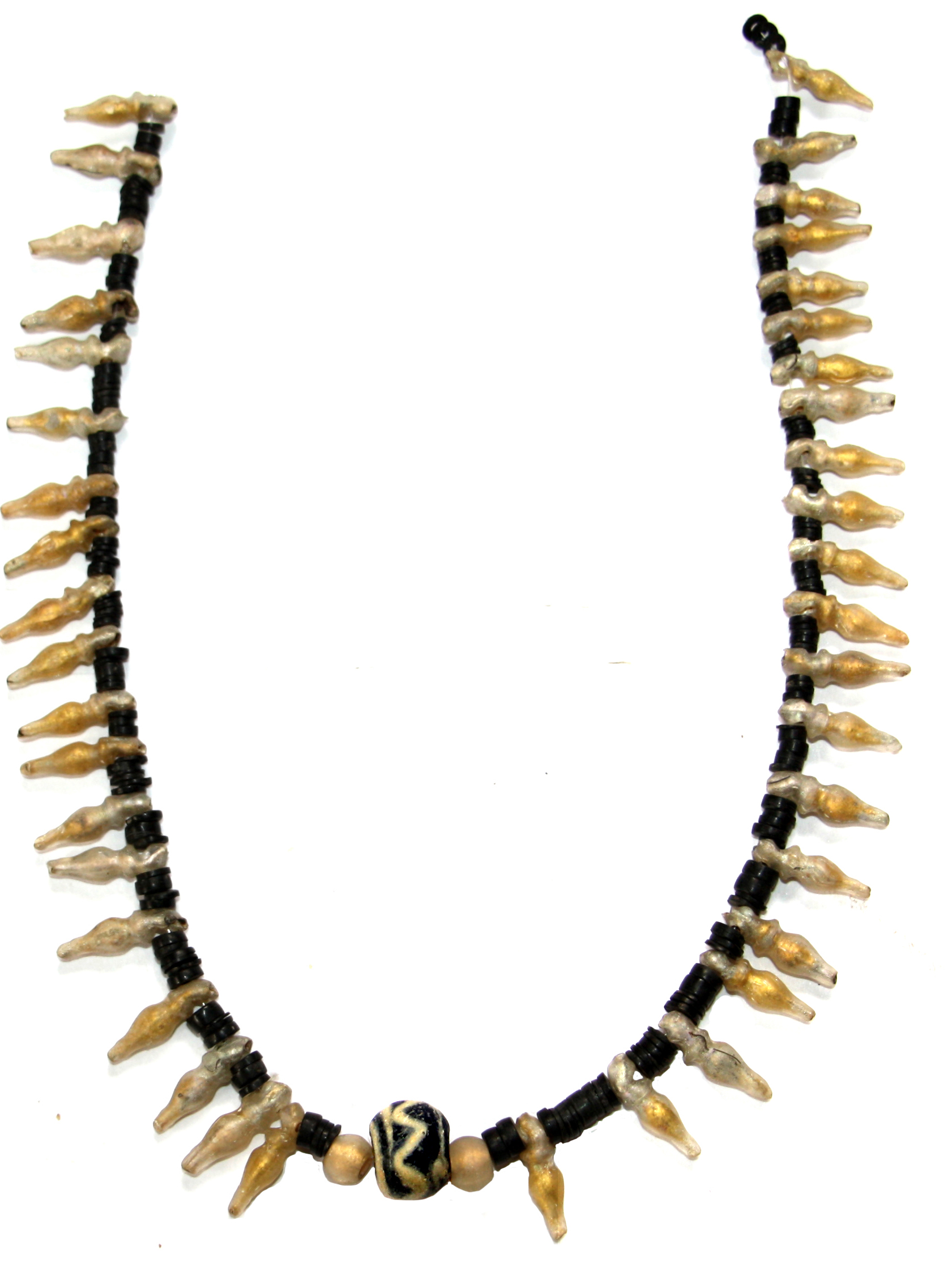
Низка стеклянных бус из некрополя Танаиса

Танаисский некрополь превышал по размеру город.
Жители Танаиса клали в могилы гончарную и лепную посуду с напутственной пищей; флаконы для ароматических масел — бальзамарии; украшения (кольца, серьги, браслеты бусы), шкатулки, ножницы, иглы, пряслица, веретена, зеркала и одежду, от которой чаще всего доходят до нас лишь отдельные элементы (фибулы, ременные и обувные пряжки, нашивные бляшки). Иногда с покойником помещали в могилу предметы вооружения: копья, колчаны со стрелами, кинжалы, мечи и, ножи, в деревянных или кожаных ножнах.

## Религия жителей торгового эмпория

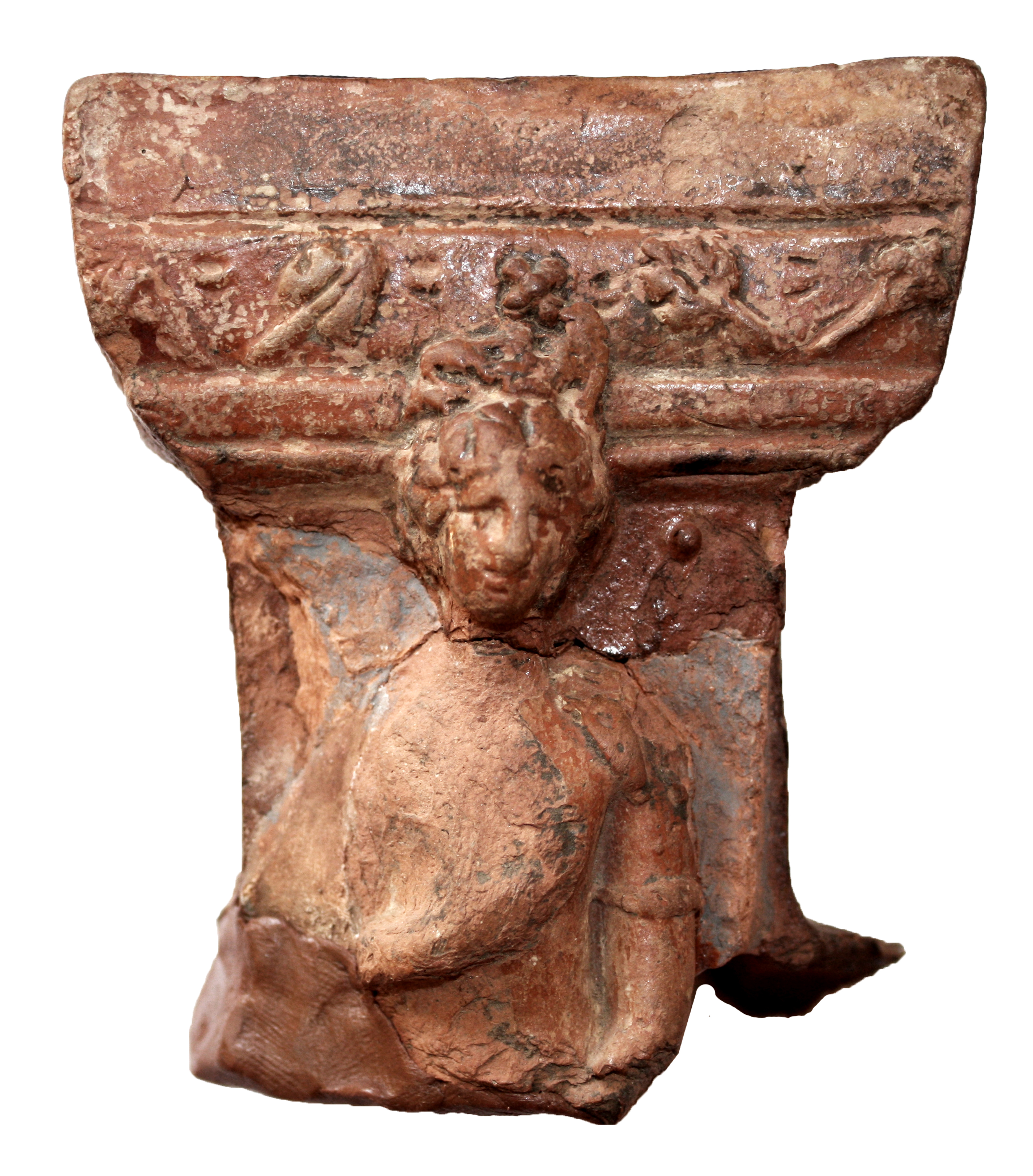
Терракотовый алтарик

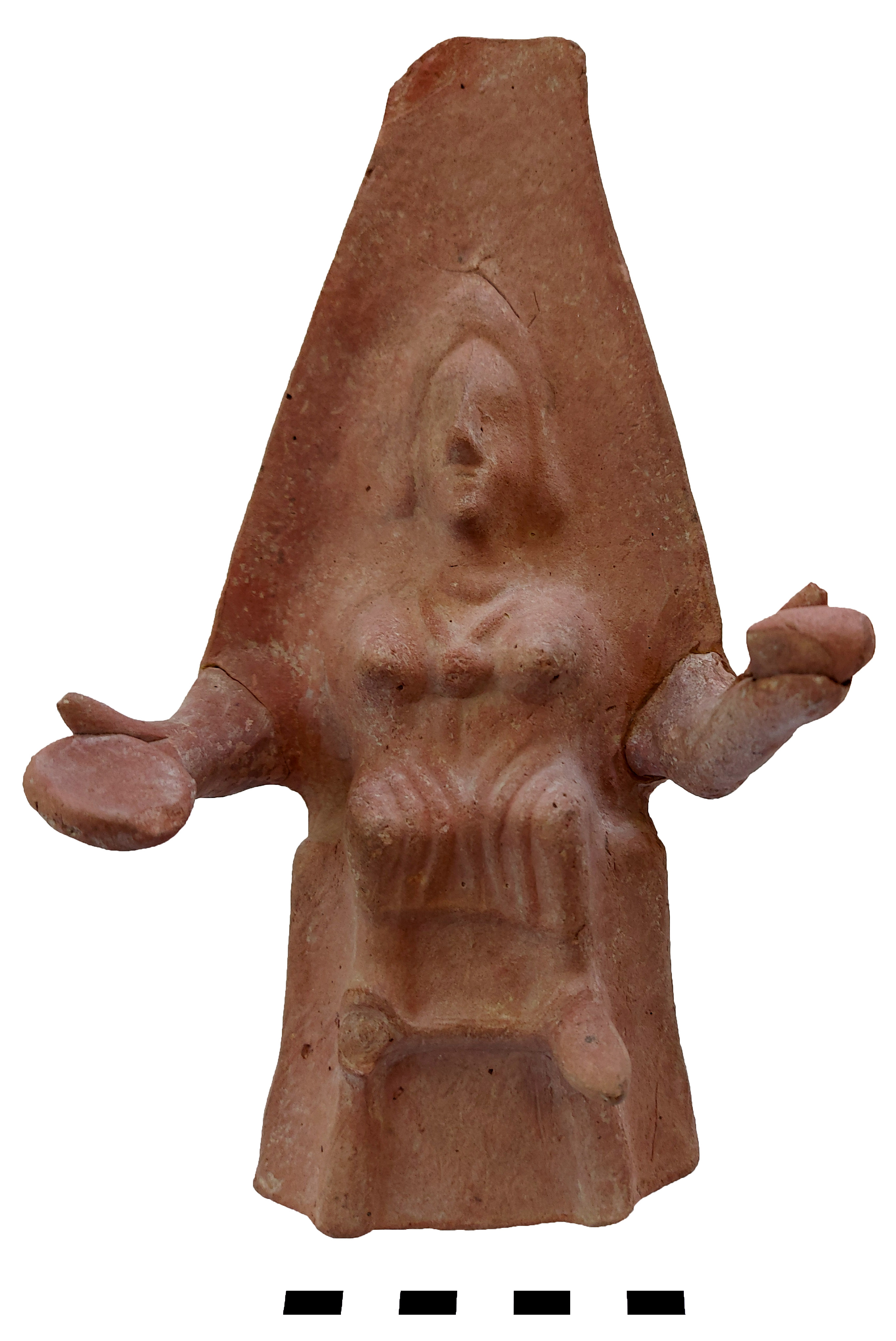
Статуэтка «Богиня на троне». Из детского погребения. Некрополь Танаиса. II—III вв. н. э.

Система верований в древнем Танаисе была достаточно разнообразной. Находки терракотовых статуэток (статуэток из обожженной глины) говорят нам о том, каким богам поклонялись жители города. Здесь встречаются протомы (погрудные изображения) Деметры — богини плодородия, Тюхе с рогом изобилия — богини удачи, изображения Эрота и Психеи — вечного мифа о любви. Хорошо сохранилась фигурка Афродиты-Апатуры с зеркалом в левой руке и яблоком в правой. Известны в Танаисе бронзовые статуэтки других богов греческого пантеона: Аполлона — бога солнечного света, покровителя искусств; Гермеса — бога путешественников и торговцев, Силена — спутника бога виноделия Диониса. В надписях упоминаются посвящения танаитов Зевсу, Арея, Афродите, Аполлону, Артемиде. В одном из подвалов города был найден крупный каменный алтарь, светильники и пинтадеры — штампы для ритуальных лепешек. Особым элементом культа являлись так называемые курильницы — лепные сосуды для воскуривания ароматических веществ, также выполнявшие функцию очищения ритуального пространства погребения. Также были найдены алтарики, изготовленные из обожжённой и покрытой лаком глины, на которых совершали жертвоприношения богам — лили масло и вино.

## Фортификация городища Танаис

### Эллинистический период существования города
Танаис был разделен на несколько районов. Для эллинистического периода выделается три района: Цитадель, Западный городской район и Западный пригород. Археологические исследования показывают, что к концу первой четверти — середине II в. до н. э. в этих районах уже сложилась устойчивая инфраструктура. Оборонительные стены сложены из местного известняка, состояли из двух панцирей и забутовки между ними.
Укрепления Цитадели

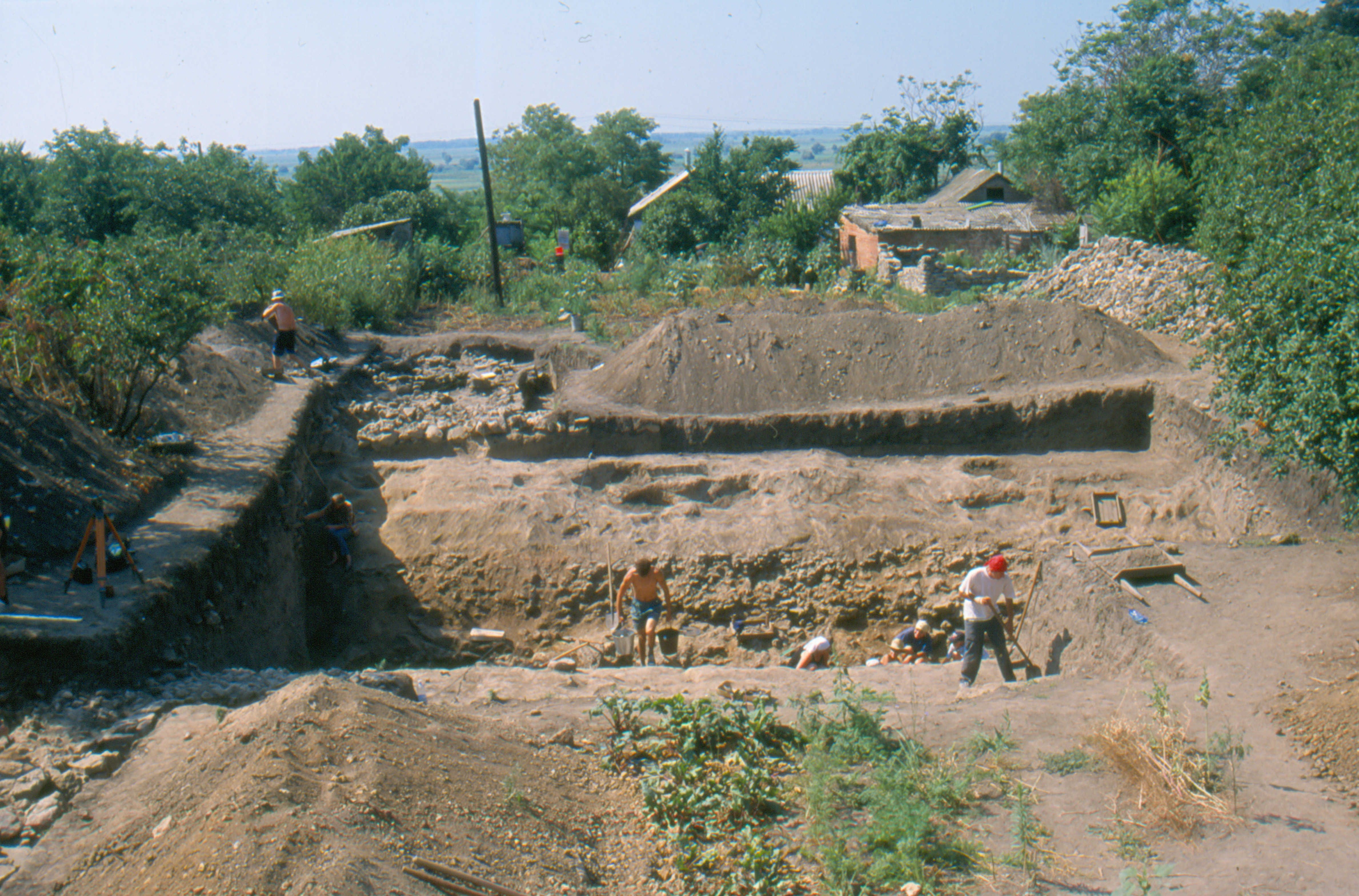
Оборонительный ров Западного пригорода (Верхний город). II—I вв. до н. э.

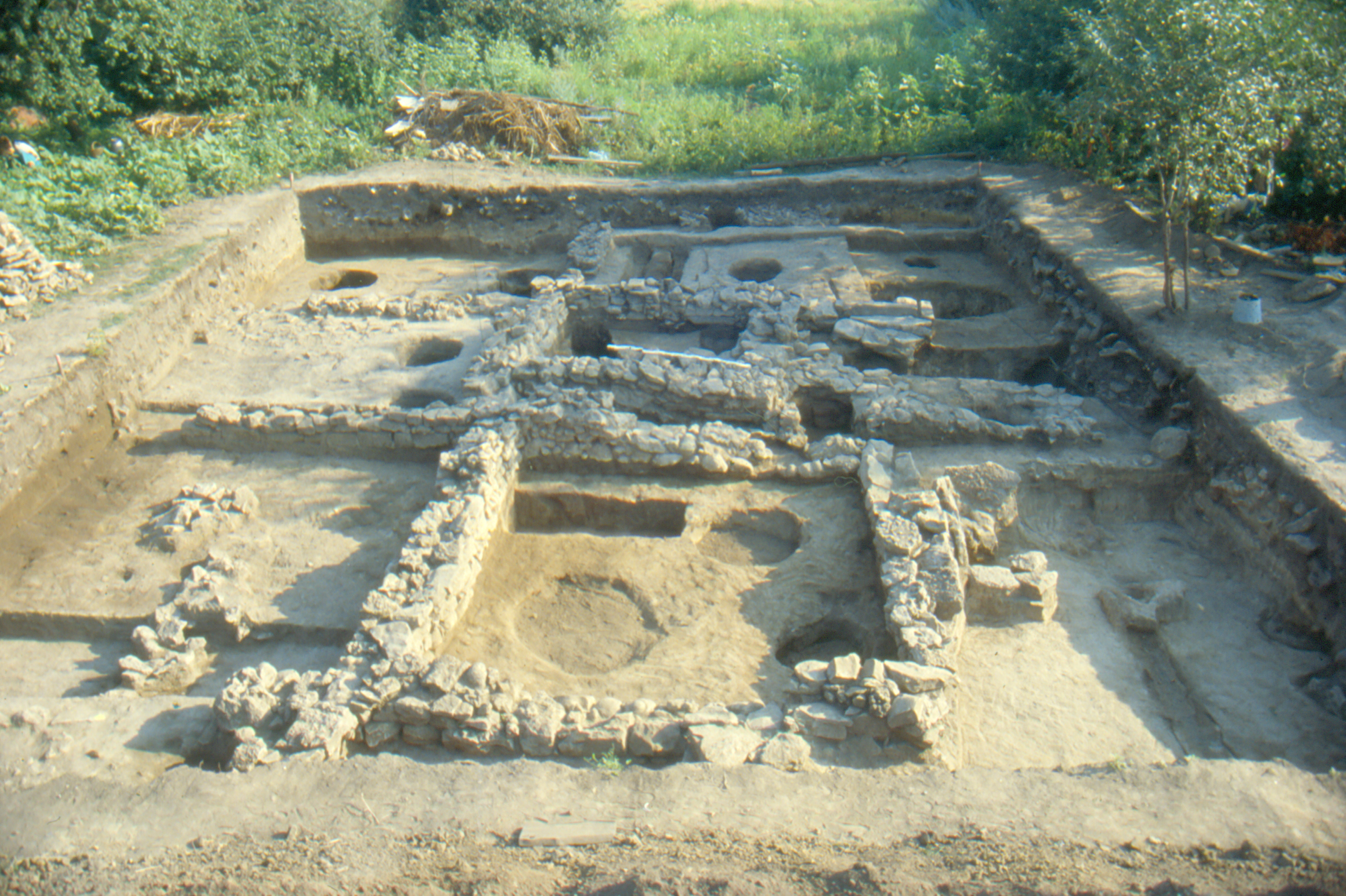
Усадьбы Западного пригорода. II—I вв. до н. э.

Ядром поселения за все 8 веков существования оставалась Цитадель или основной четырехугольник. Центральный район по своему очертанию близок к квадрату со сторонами около 225—240 м, ориентирован по сторонам света с отклонением порядка 10°. С востока и запада Цитадель окружена балками шириной до 39 м по верхнему краю и до 20 м по дну.
Цитадель была окружена по периметру стенами, которые усилены прямоугольными башнями. Целиком ни башни, ни стены не сохранились, поэтому можно лишь предположить, что они имели зубцы, как это было принято уже несколько столетий к моменту возникновения города. Толщина оборонительных стен доходила до 3 м. При такой толщине их высота должна была составлять не менее 5 м, что могло обеспечить укрывшихся за ними жителей от внезапного налета. Внутри одной из башен при раскопках были найдены каменные ядра одного калибра, что говорит о возможном наличии в системе обороны баллисты-камнемета. Вероятно, в средних частях всех четырех сторон находились ворота. К настоящему времени полностью открыты западные и южные ворота цитадели.
Укрепления Западного городского района и Западного пригорода
Стены этого района также состояли из двух панцирей и забутовки между ними. Оба панциря были сложены на глине из достаточно грубых камней, обколотых, но не обтесанных, крупных по размеру (до 1 м в длину). Ворота в Западный городской район, шириной до 1,7 м, обнаружились при раскопках в середине 1990-х годов. К западу от ворот были найдены остатки каменной опоры (стены), установленной поперек рва. Предполагают, что здесь во II—I вв. до н. э. находился деревянный мост на каменных опорах. Судя по остаткам, въезд в город с этой стороны не был прямым, а примыкал к линии оборонительных стен под тупым углом. Этот прием позволял снижать скорость движения по мосту, что было особенно важно при обороне, в случае использования нападающими таранов. Также мост просто можно было поджечь при обороне.
Рвы
Сооружение рвов в Северном Причерноморье зафиксировано повсеместно. В Танаисе II—I вв. до н. э. их суммарная протяженность составляла более 1000 м. Рвы были сухими. В разрезе они имели форму трапеции с достаточно крутым эскарпом (угол около 45°) и более пологим контрэскарпом. Выявленная ширина — до 13—14 м, ширина у дна — 2,6—3,7 м, глубина от уровня подошвы стены — до 3,0 м. Часть рвов выбита в скале. Предполагается, что рвы прикрывали Цитадель с востока и севера и запада. У средней части западной оборонительной стены цитадели (в районе западных ворот) ров поворачивал на запад и далее изгибался еще несколько раз, прикрывая таким образом Западный район и Западный пригород.
«Бескурганный пояс» вокруг города

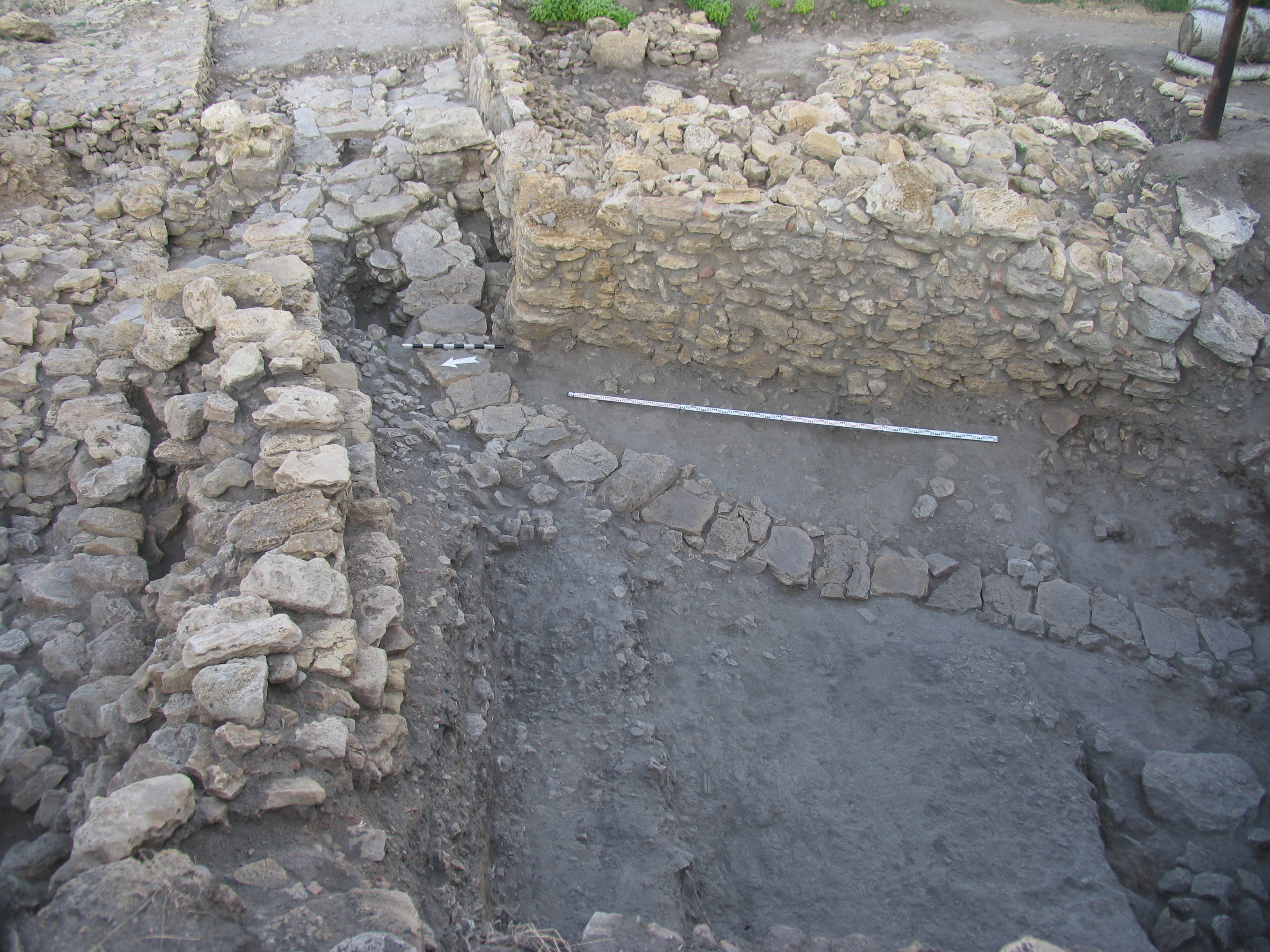
Южные ворота Танаиса. I—III вв. н. э.

Рвы — это не единственные земляные укрепления, прикрывавшие поселение. П. М. Леонтьев отмечал, что вокруг города находился «бескурганный пояс», который имел в ширину до ста саженей (215 м). По его внешней стороне можно было заметить вал. Он идет вокруг городища с трех сторон и имеет фигуру ломаной линии, приближающегося к дуге круга. М. А. Миллер, посетивший Танаис в 1940 г., произвел съемку всех сохранившихся укреплений и так же зафиксировал земляные валы.

### Римский период существования города
Начинается отсчет периода от карательного похода на город понтийского царя Полемона, о котором писал Страбон. Как показали раскопки, город и его укрепления были разрушены, а Западный район, вместе с пригородом, был разорен полностью и не был восстановлен — на его месте с начала I в. выросла свалка.
Укрепления Цитадели
Восстановление оборонительных сооружений, в первую очередь затронуло Цитадель. На примере стен западной оборонительной линии видно, как снаружи к старым стенам пристраивались новые панцири, что в итоге доводило толщину единой стены с 2,2 до 3,1 м. Но общая форма эллинистических защитных сооружений была сохранена. Высота вновь отстроенных башен, по мнению В. П. Толстикова, могла достигать 17—19 м.
Рвы

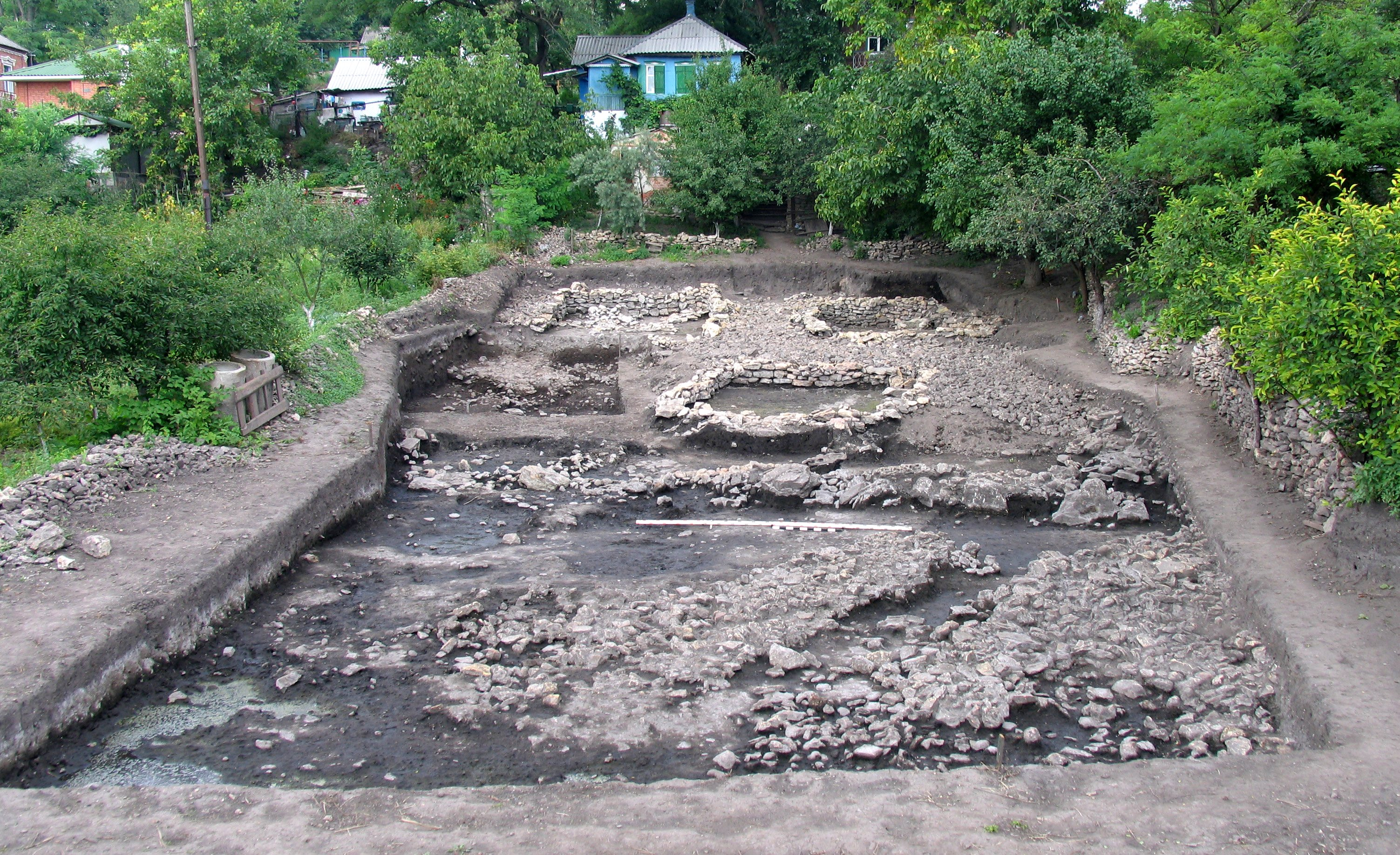
Квартал IV—V вв. н. э. в Нижнем городе Танаиса

В начале II в. н. э., вместе с остальными восстановительными работами, перестроен и ров. Его общая глубина составляла 7—8 м, ширина по дну 6—6,5 м, ширина по верхнему краю доходила 21 м. Ров римского времени, вероятно, защищал уже только Цитадель.

### Позднеантичный период
Сведения о фортификации последнего строительного периода Танаиса крайне скудны. жители больше не возводили масштабных и укрепленных построек, зачастую использовали оставшиеся стены для своих новых построек. Расчистка рва была заброшена, и его оставили полузасыпанным. Разве что жители соорудили для удобства через него насыпь шириной около 2 м, мощеную камнем и черепками. Насыпь вела к калитке в западной ограде не напрямую (более коротким путем), а наискось. По мнению В. П. Толстикова, это должно было подставлять под обстрел неприкрытый щитом правый фланг солдат противника. Следов восстановления или строительства других укреплений нет.

## История исследования городища Танаис

### XIX — начало XX века
Градоначальник Керчи, полковник И. А. Стемпковский, в начале XIX в.,основываясь на письменных источниках и путевых заметках английского путешественника Эдварда Кларка, выдвигает предположение о том, что эмпорий Танаис находился на месте Недвиговского городища, расположенного в 32 км от Ростова-на-Дону. Несмотря на убедительность его доводов, решение о проведении археологических работ представителями Императорской археологической комиссии принято не было. Подтвердить гипотезу И. А. Стемпковского удалось спустя 40 лет. В 1853 году экспедиция профессора Московского университета П. М. Леонтьева в сопровождении архитектора Алексея Авдеева в ходе работ на территории Недвиговского городища, обнаруживает первые материальные свидетельства существования античного города: три фрагмента известняковой плиты с фрагментами строительной надписи, а так же мраморную стеллу с изображением скачущего всадника — Трифона, сына Андромена. Исследования П. М. Леонтьева продолжили П. И. Хицунов и Н. И. Веселовский, проводившие полевые работы с небольшими перерывами на территории городища с 1870 по 1908 год.

### Работа Нижне-Донской археологической экспедиции
Систематические археологические раскопки, начались в 1955 году силами Нижне-Донской археологической экспедиции Института археологии АН СССР под руководством Д. Б. Шелова. С 1973 года руководителем экспедиции стала Т. М. Арсеньева, с 2012 года — С. М. Ильяшенко. В этот период были исследованы значительные участки на территории городской Цитадели и некрополя, открыты Западный городской район, Западный пригород и очерчена граница Нижнего города, определено местоположение оборонительных рвов. Результаты работ легли в основу более 300 публикаций.

## Климатические условия на Нижнем Дону в древности
Основание торгового эмпория Танаис приходится на конец первую — четверть III в. до н. э. В это время на территории Северо-Приазовской равнины-части Восточно-Европейской (Русской) равнины, в границах которой располагается Нижний Дон, проходит процесс постоянного чередования кратковременных сравнительно аридных (засушливых) и гумидных (влажных) климатических периодов.
Первый этап существования города совпадает с малым аридным периодом (раннесарматским аридным эпизодом) — III в. до. н. э. — первая половина I в. н. э. В это время климат Северо-Приазовской равнины можно охарактеризовать как умеренно-сухой, переходящий в резко аридный. Зимы были холодными и бесснежными, а лето сухим со средним показателем атмосферных осадков. Это подтверждается результатами анализа палеопочв, проведенного исследователями в последние годы. Ученые полагают, что несмотря на очевидную аридизацию, значительного превышения испаряемости над суммой осадков, как это бывает в условиях аридности, в III — в первой половине II в. до н. э. не произошло. Снижение увлажненности степных территорий было незначительным и не нарушило биологической продуктивности экосистем, позволив почвам сохранить свою плодородность. Это дало возможность боспорским колонистам развить эффективную систему землепользования и сельского хозяйства. Ситуация кардинально изменилась на рубеже веков. В спорово-пыльцевых спектрах, отнесенных к концу II—I вв. до н. э. и I—II вв. н. э., отсутствует пыльца широколиственных деревьев, в целом спектры отличаются обедненным видовым составом разнотравья, преобладают маревые и злаки. Также отмечается заметное уменьшение содержания пыльцы культурных злаков, что указывает на снижение хозяйственной деятельности населения, которое могло быть связано с резкими изменениями климата, а именно достижением пика его аридности. Закономерным результатом ужесточения природной среды, по всей видимости, стал затяжной экономический кризис, усугубившийся военным вторжением боспорского царя Полемона в конце I в. до н. э. Археологические раскопки подтверждают факты значительных пожаров и разрушений в жилых кварталах, а также почти полное уничтожение фортификационной системы города, после чего эмпорий вероятно пришел в некоторое запустение.
Второй этап существования Танаиса (I в. н. э. — вторая половина III в. н. э.) в основном пришелся на период относительной влажности (позднесарматский микроплювиал). В растительном покрове преобладали лугово-степные группировки растений с очень незначительным участием сухостепных. Климат стал более влажным и мягким, сходным с современным. Все это не только позволило жителям города возродить хозяйственный уклад, основанный на агрикультуре, но и развить его, сделав агрикультуру второй после торговли статьёй доходов. Однако во второй половине III в. н. э. климатическая ситуация на Нижнем Дону меняется. Происходит постепенное возвращение к аридному климату, что, по мнению ряда исследователей, могло стать одной из причин экономического ослабления региона. В отношении Танаиса настоящее утверждение нельзя считать абсолютно верным, поскольку хроноинтервал палеоклиматической истории эмпория второй половины III в. н. э. остался неизученным из-за отсутствия объектов для анализа. Ввиду чего разрушение города кочевыми ордами вряд ли можно объяснить результатом политико-экономического кризиса региона, вызванного упадком сельского хозяйства.

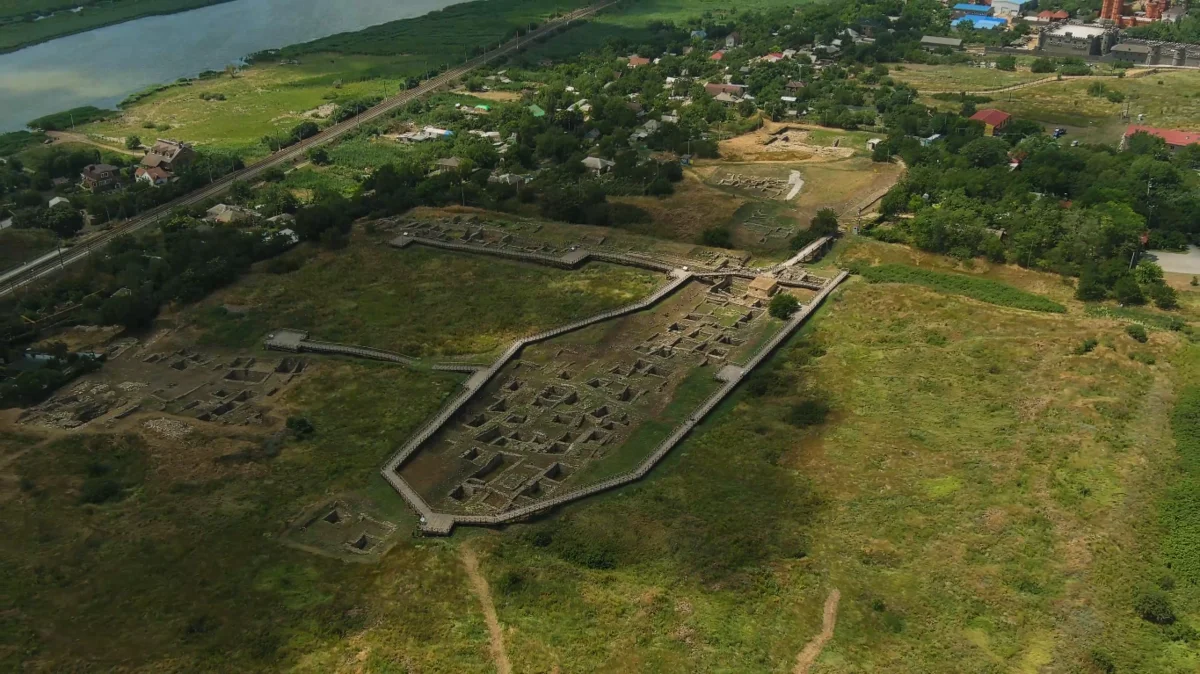
Вид сверху на городище Танаис (экспозиция под открытым небом)

Третий, заключительный этап существования городища (IV в. н. э. — V в. н. э.) совпал с периодом резких климатических колебаний. Подтверждением нестабильности природных условий на Нижнем Дону и в Приазовье в эпоху поздней античности, служат результаты анализов споро-пыльцевого спектра палеопочв Танаиса IV в. н. э., и отложений Азовского моря. Они свидетельствуют об одновременно идущих процессах аридизации степей и гумидизаци речных пойм, низменностей и балок. В результате этого на территории Северо-Приазовской равнины в IV — начале V вв. н. э. формируются две, во много отличные друг от друга, природно-климатические зоны. Неравномерность расположения которых приводит, судя по всему, к сложностям в развитии агрикультуры. Анализ пыльцевого спектра, связанного с антропогенным влиянием на растительный покров это подтверждает. Процентный показатель пыльцы культурных злаков в пробах палеопочв IV — начала V вв. н. э. оказался ниже уровня, обнаруженного для раннего периода и расцвета Танаиса. Это говорит об ограничениях в хозяйственной деятельности на последнем отрезке жизни города, который к концу V в. н. э. прекращает свое существование.
Раннесредневековое поселение «Недвиговское Западное» VI—IX веков существовало, в отличие от позднеантичного города, в условиях стабильного умеренно-аридного климата. Здесь чрезвычайно важно подчеркнуть, что все колебания атмосферной увлажнённости отражались лишь на трансформации почвенных признаков на уровне рода или вида (засоленность, солонцеватость, карбонатность и т. п.). почв. Динамика природной обстановки на всем протяжении существования городища на территории Нижнего Дона, в целом, не выходила за рамки степных и сухостепных условий, в экологическом аспекте оставаясь благоприятной для жизнедеятельности древнего человека

## Памятники истории, культуры и природы заповедника «Танаис»

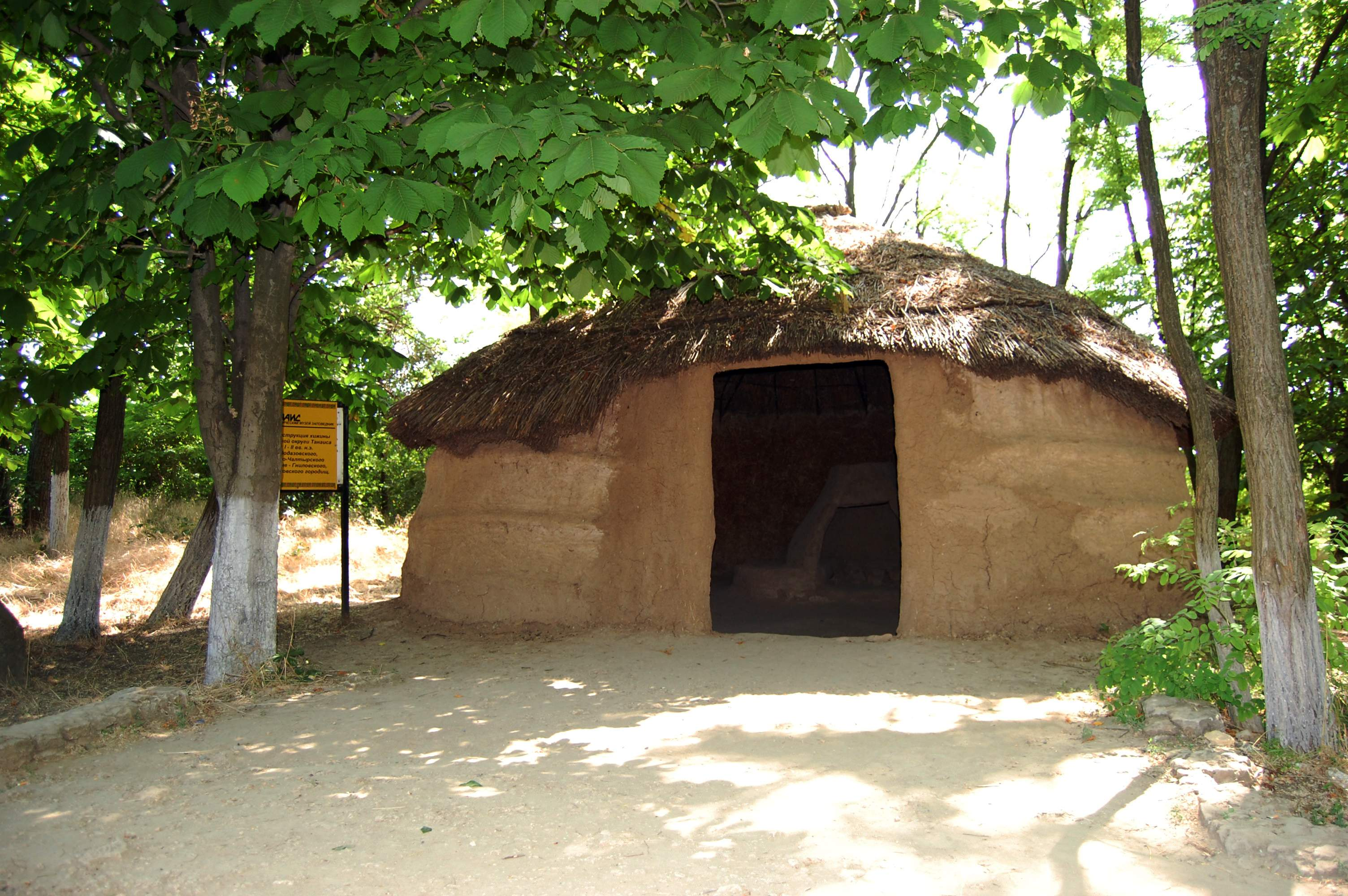
Реконструкция хижины сельской округи Танаиса (I—II вв. н. э.), 2007

### Археологические
- Городище Танаис
- Некрополь Танаис
- Каменная Балка (эпоха палеолита)
- Крепость Лютик (XVII—XVIII века)

### Архитектурные
- Храм Успения Богородицы (начало XX века)
- Жилые дома традиционной казачьей и украинской архитектуры
- Усадебные ансамбли: музей-усадьба художника; филиал заповедника в посёлке Чкалово
- Производственная сельскохозяйственная усадьба (конец XIX века)
- Астрономическая обсерватория

### Мемориальные
- Старинная часть кладбища хутора (XIX век)
- Памятник погибшим в Гражданской и Великой Отечественной войнах
- Мемориальная доска с портретом революционера И. Д. Ченцова, который родился и жил в хуторе Недвиговка[29].

### Памятники природы
- Участок степной равнины «Степь Приазовская» (26 га)
- Урочище «Чулекская Балка» (266 га)
- Родники «Танаис» и «Центральный»
- Остров Терновой

## Галерея

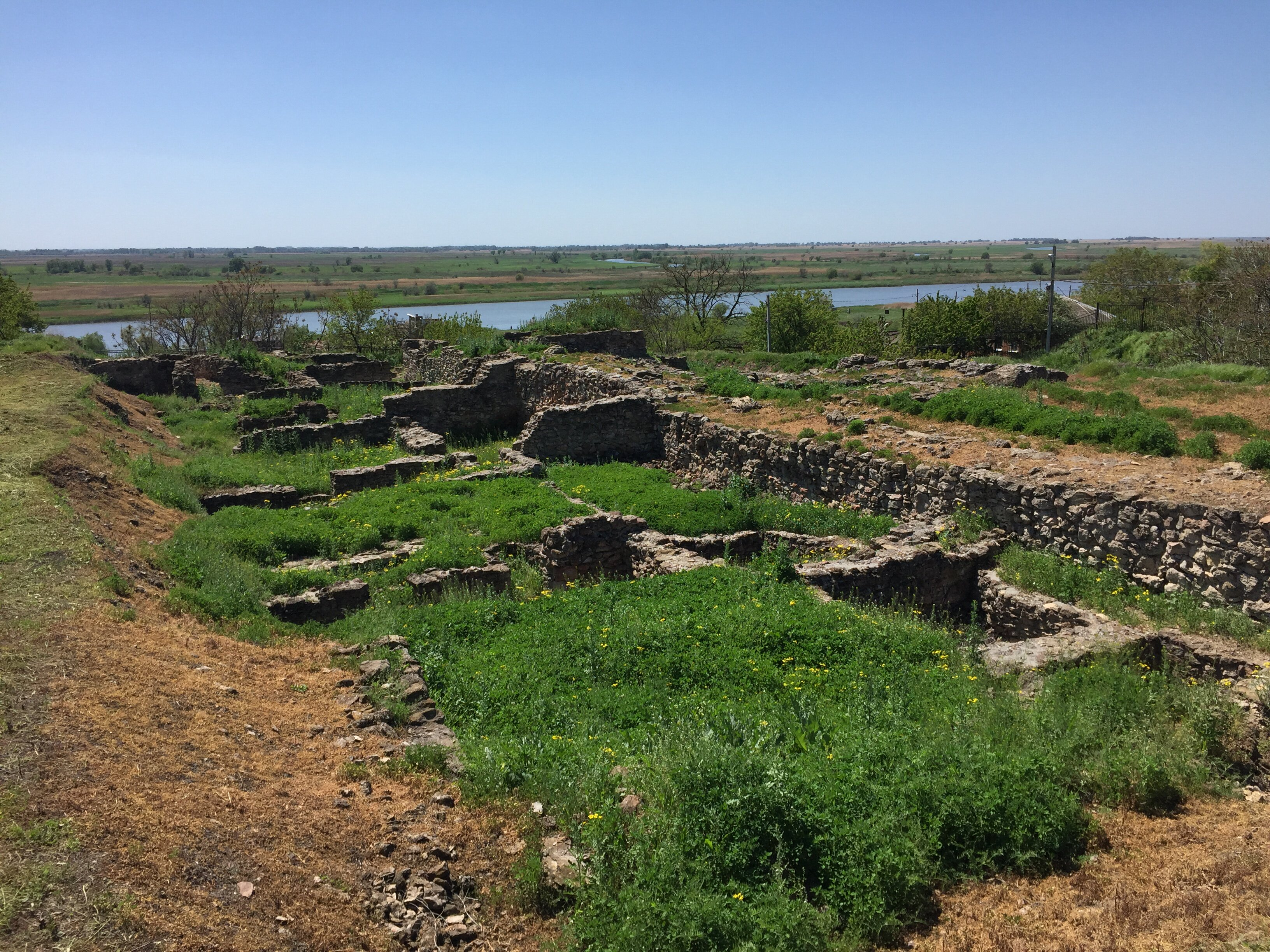
Юго-Западный угол Цитадели. Жилые кварталы средины III в. н. э. и западная оборонительная стена
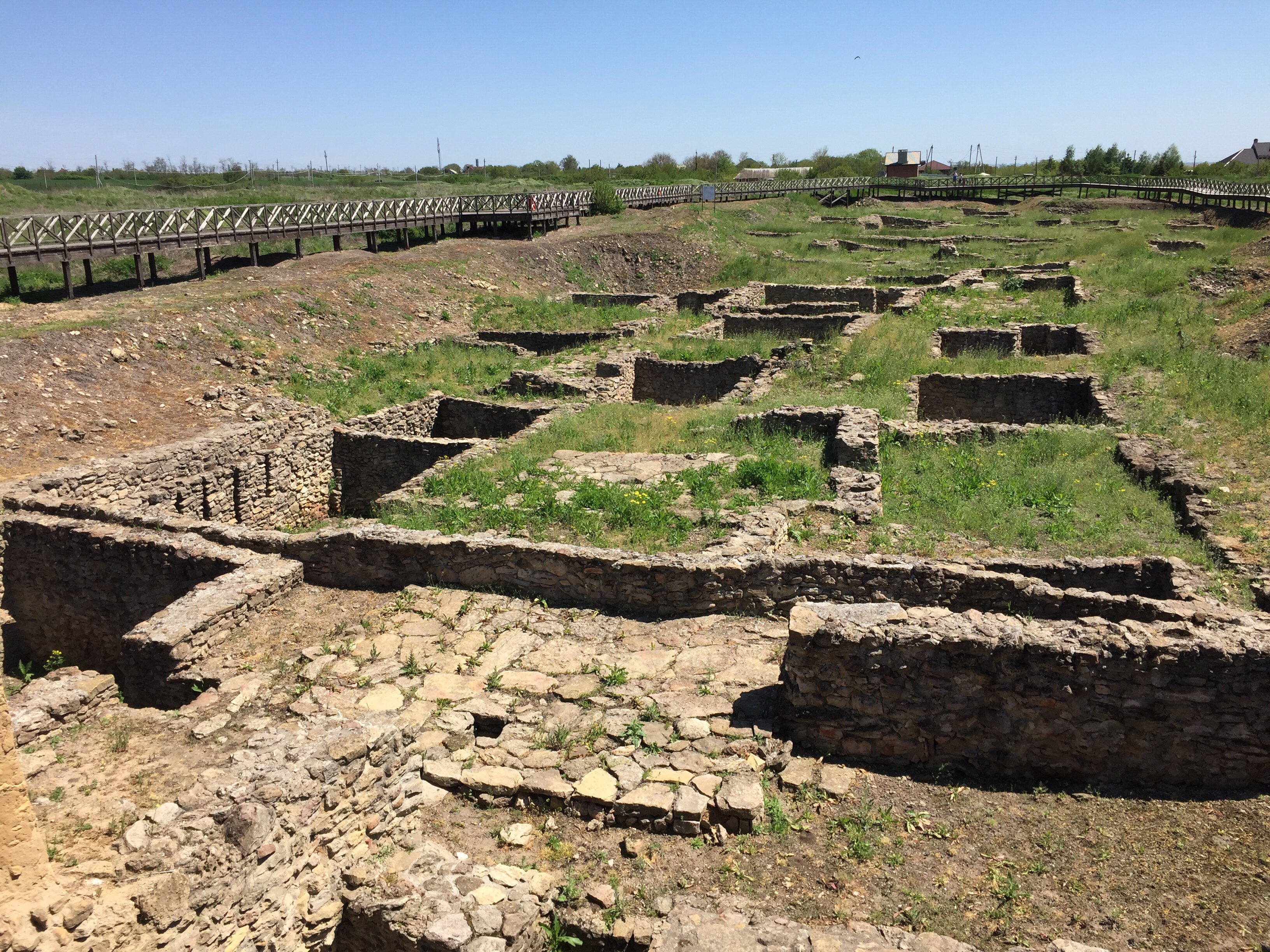
Городская Цитадель. Жилые кварталы средины III в. н. э. Вид с запада
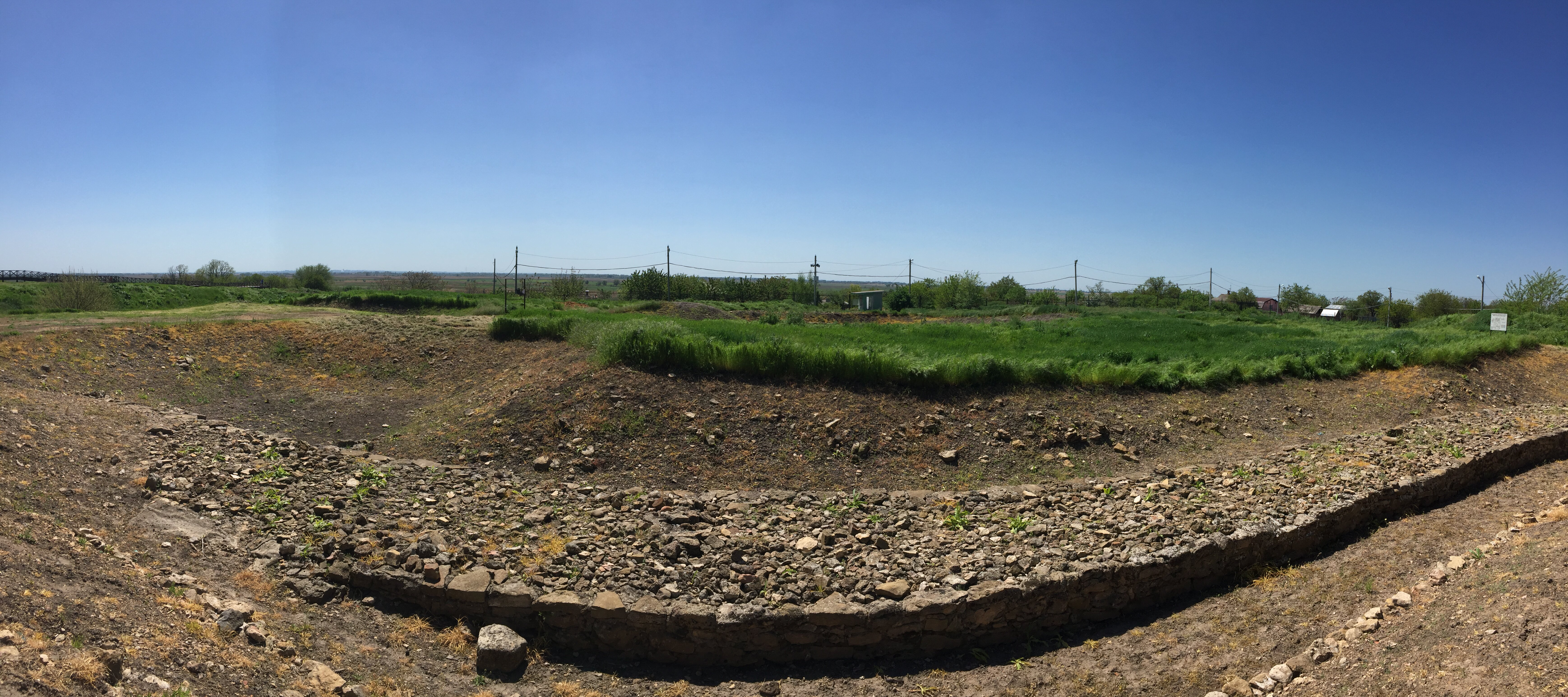
Северная оборонительная стена Западного городского района. III — I вв. н. э. Вид с севера[31].
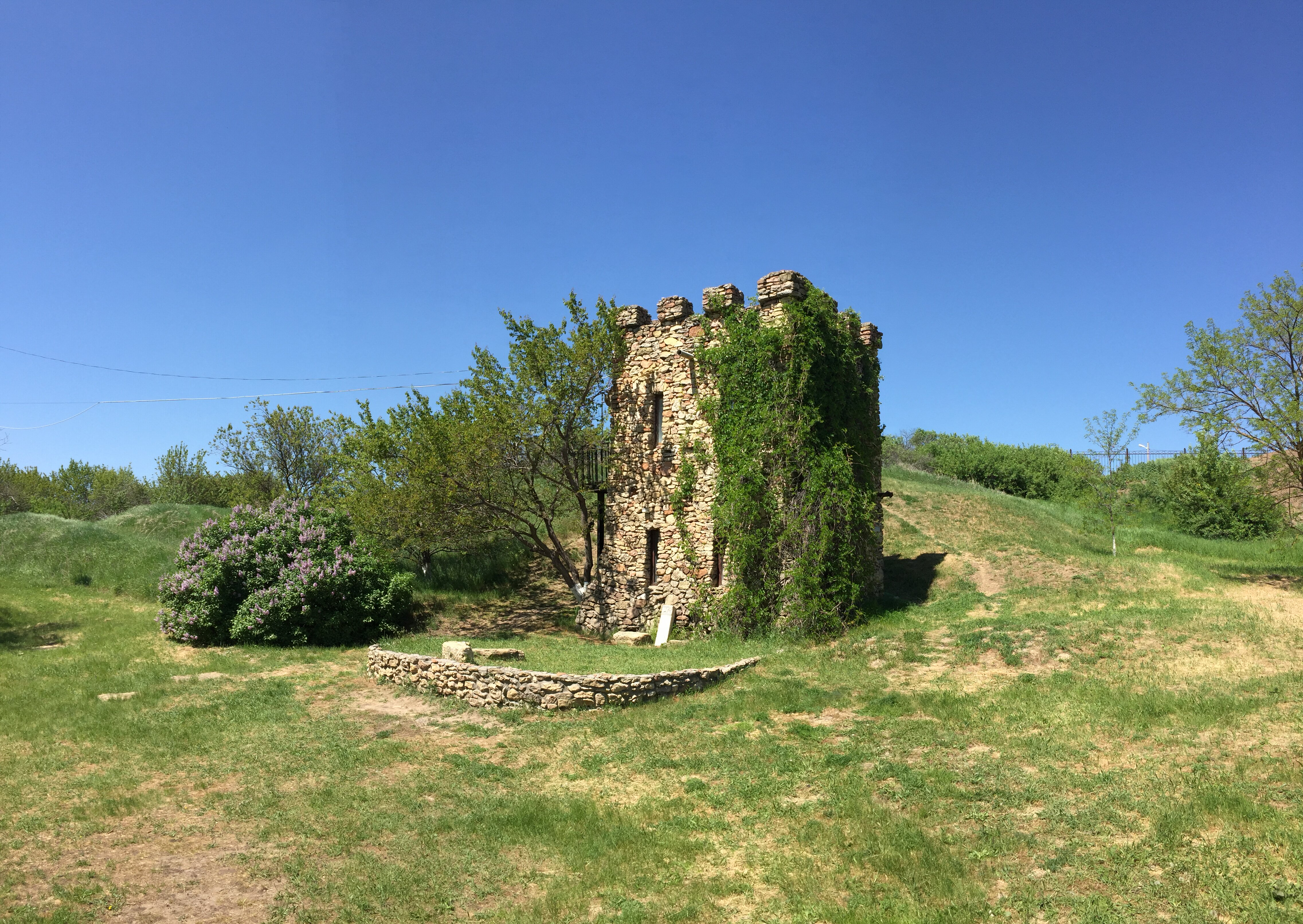
Башня. Современная имитация (музей-заповедник «Танаис»)
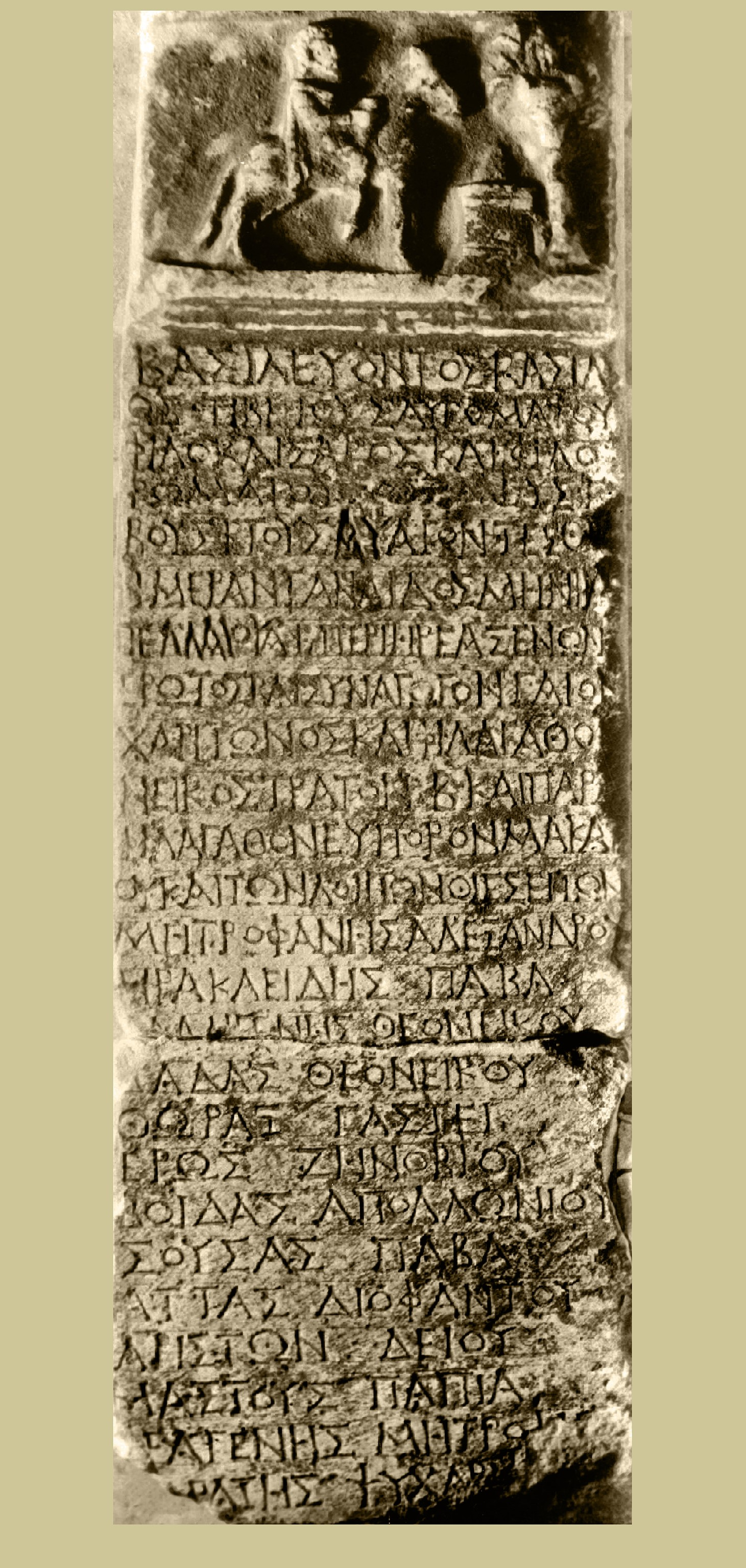
Плита, посвященная празднованию «Дня Танаиса» (Новочеркасский музей донского казачества)
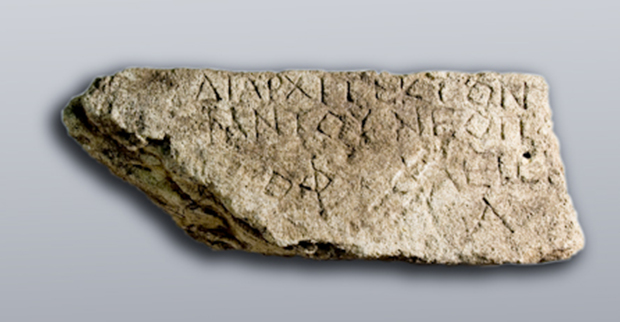
Фрагмент известняковой плиты с именем архитектора Диофанта, сына Неопола. 212 г. н. э. (найдена у южных ворот Цитадели)
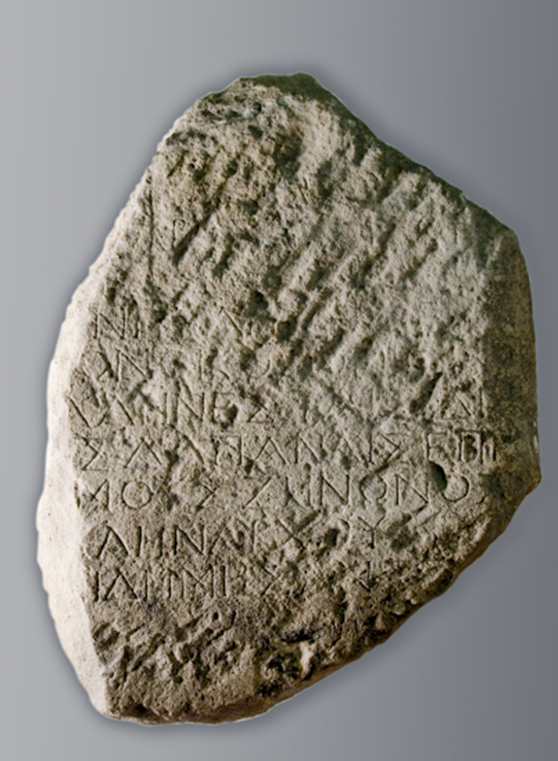
Известняковая плита с текстом о строительстве южных городских ворот в 108 г. н. э.
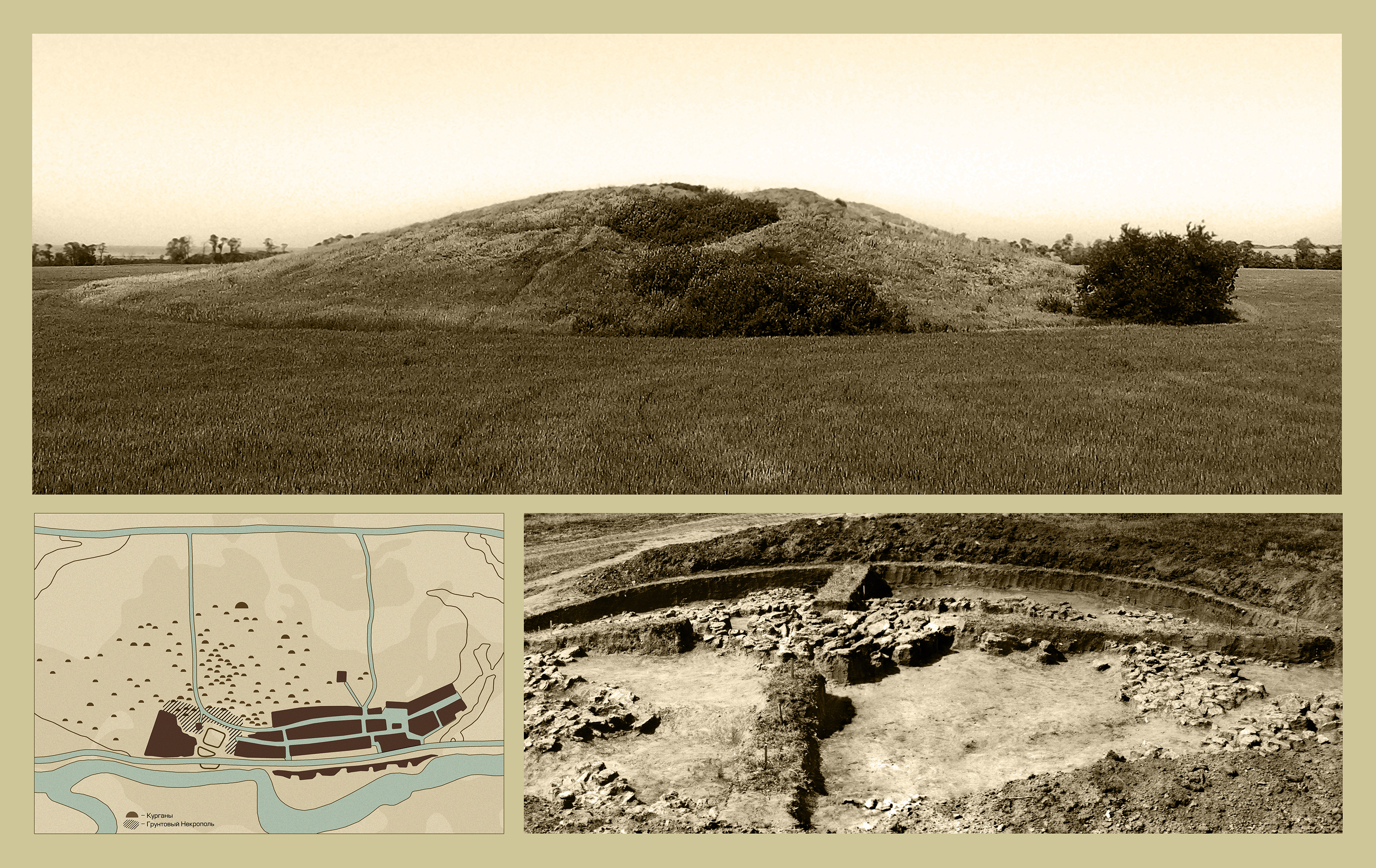
Царский курган вблизи музея-заповедника «Танаис».
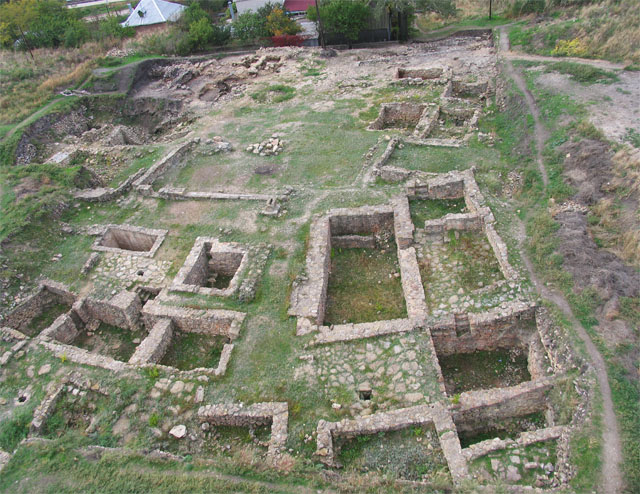
Цитадель. Кварталы вблизи южных городских ворот.
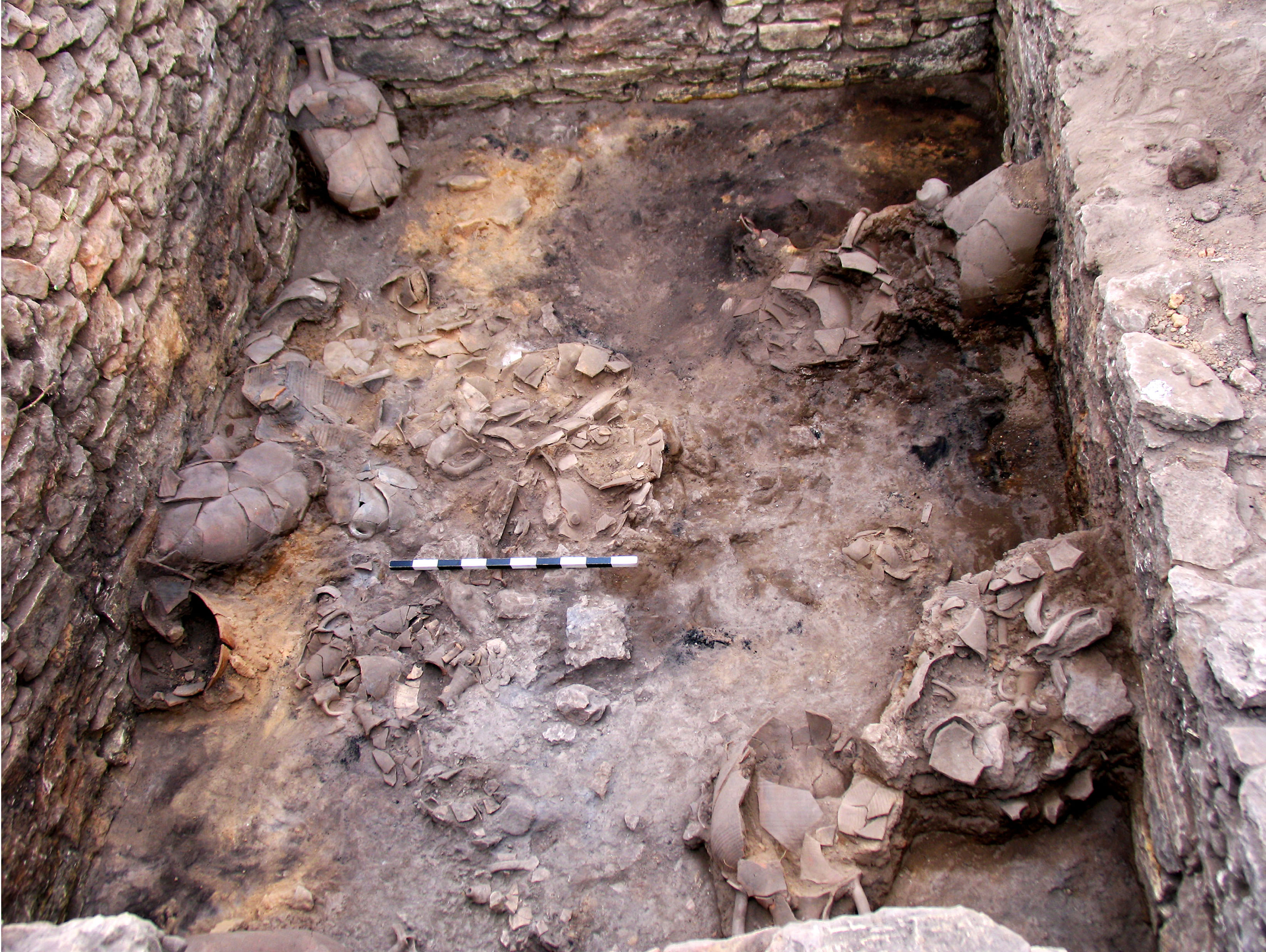
Подвал, разрушенный при пожаре в середине III в. н. э.
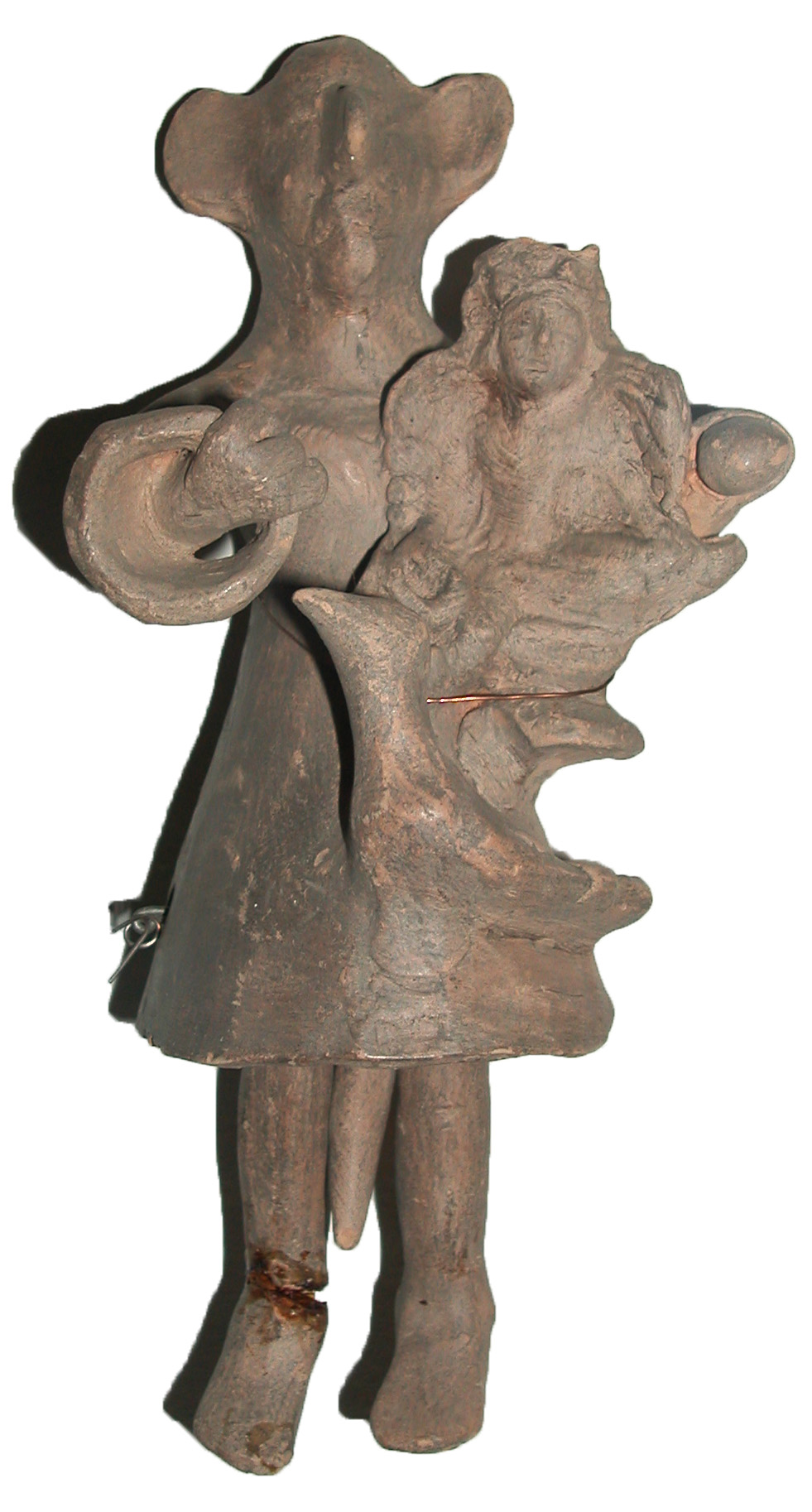
Терракотовая статуэтка из погребения II—III вв. н. э.
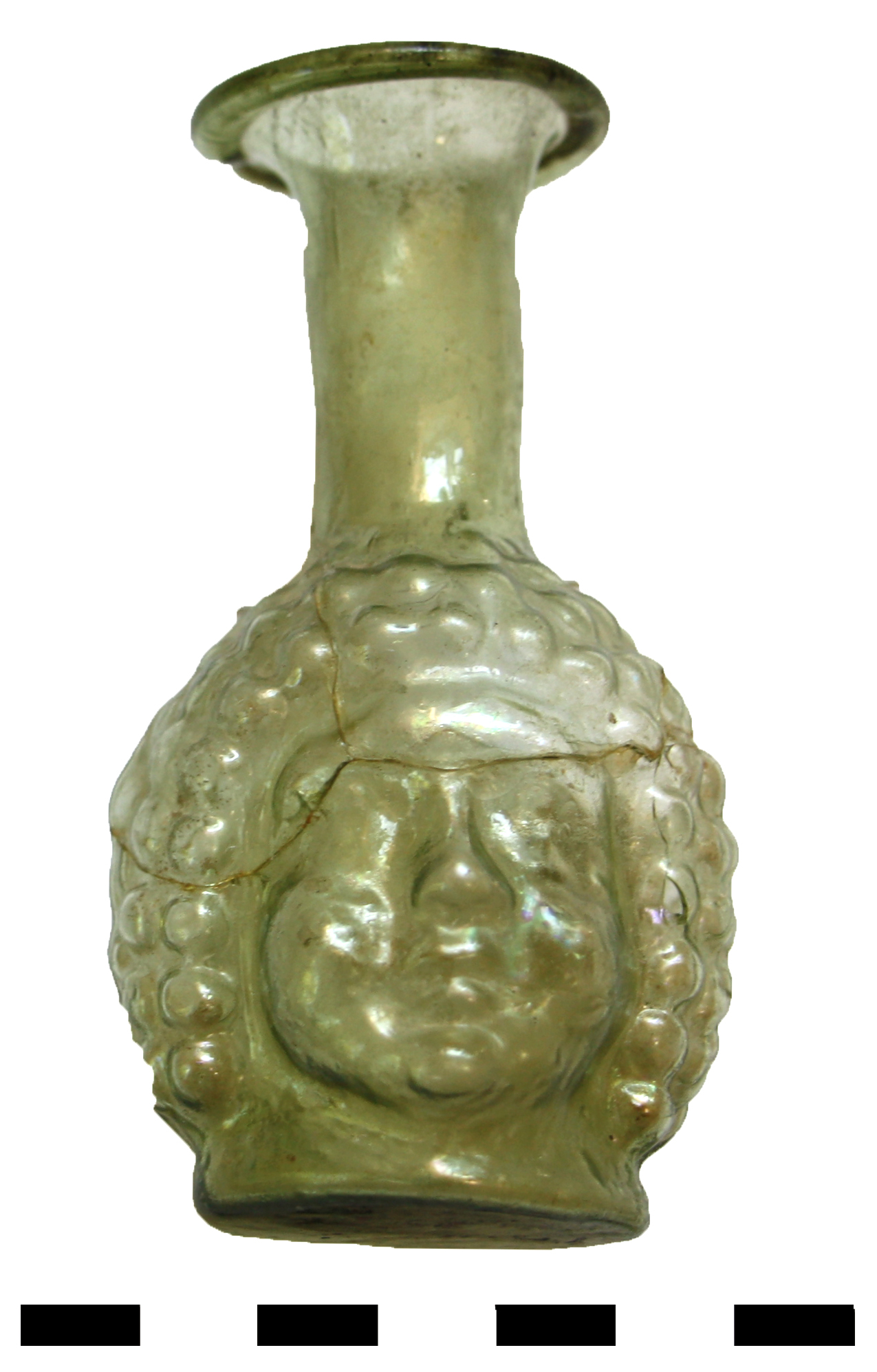
Бальзамарий стеклянный из некрополя Танаиса. Первые века нашей эры.
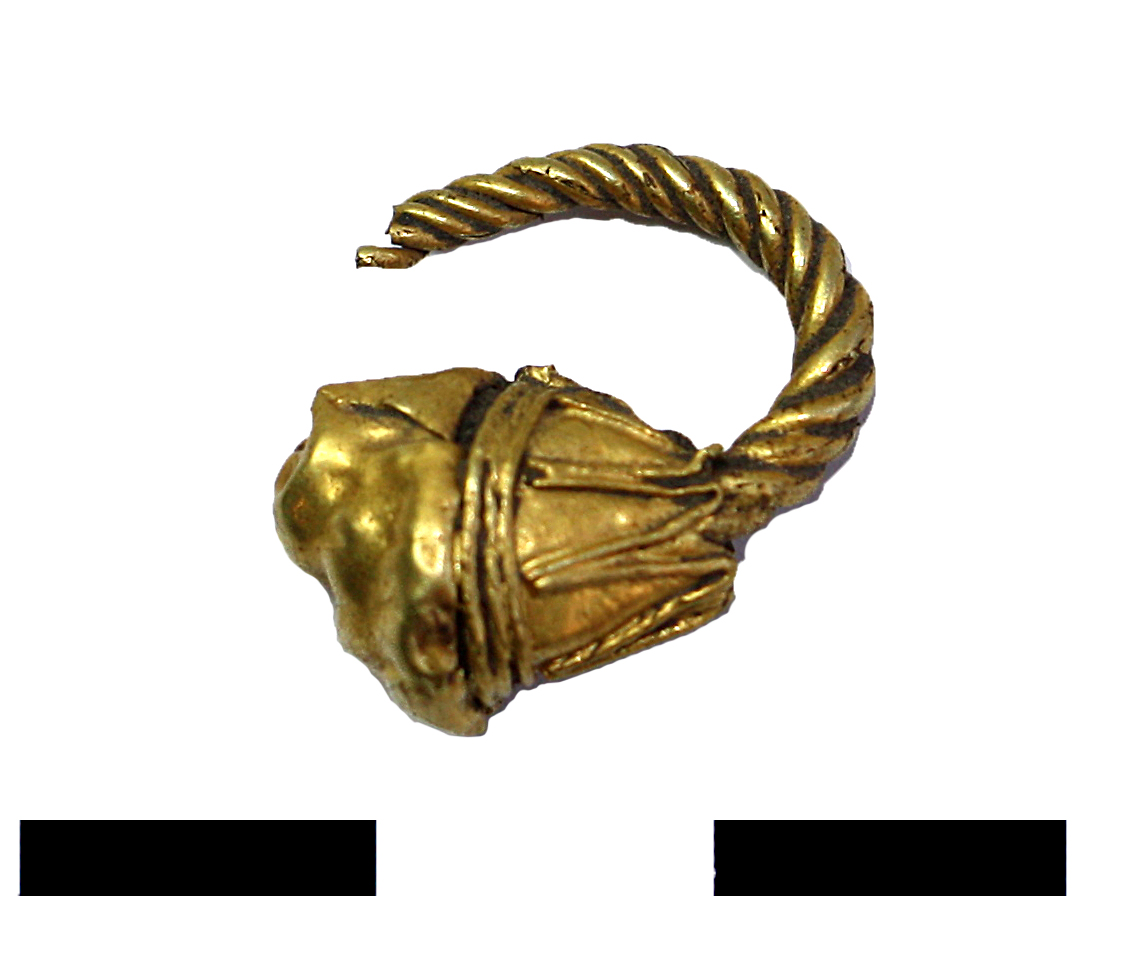
Серьга в форме головы льва. Найдена на территории Цитадели. II в. до н. э.
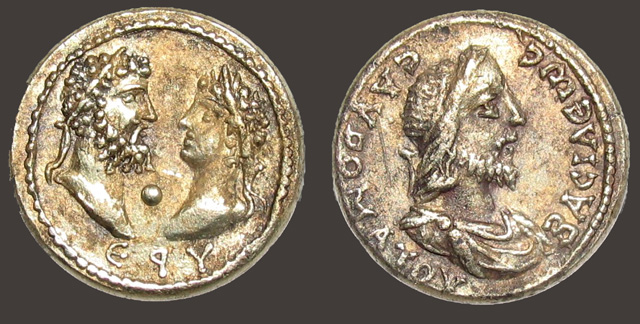
Денарий Саврoмата II. Из раскопок городища Танаис.
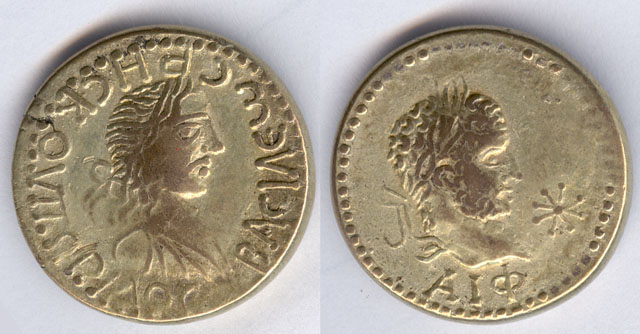
Денарий Рескупорида III. Из раскопок городища Танаис.
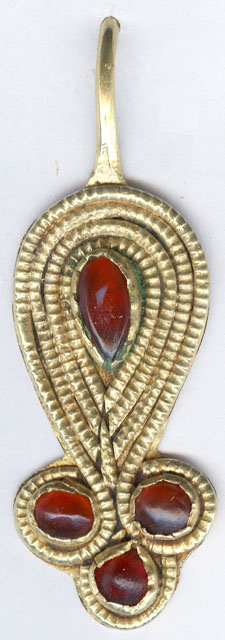
Серьга. IV в. н. э. Некрополь Танаиса.
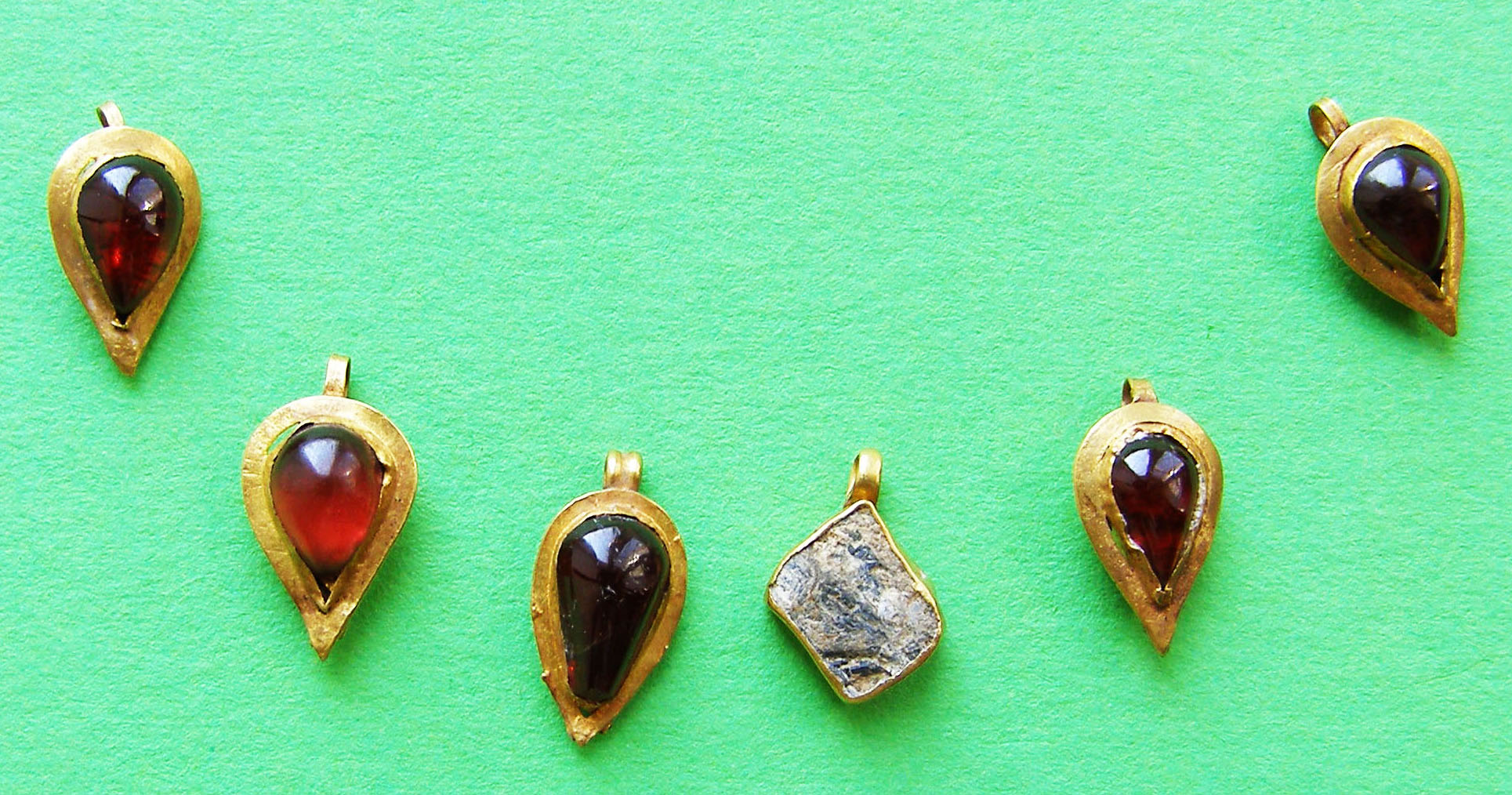
Подвески со вставками. Погребение II в. н. э. Некрополь Танаиса.
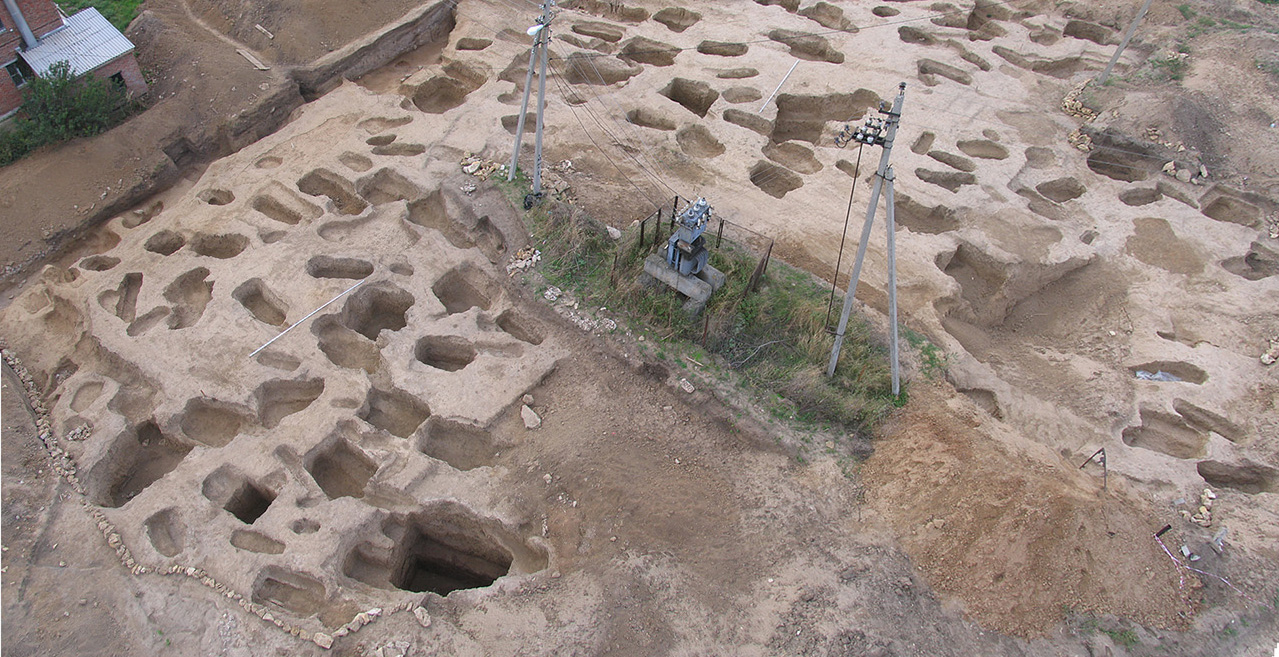
Грунтовый некрополь Танаиса. Раскопки 2008 г.
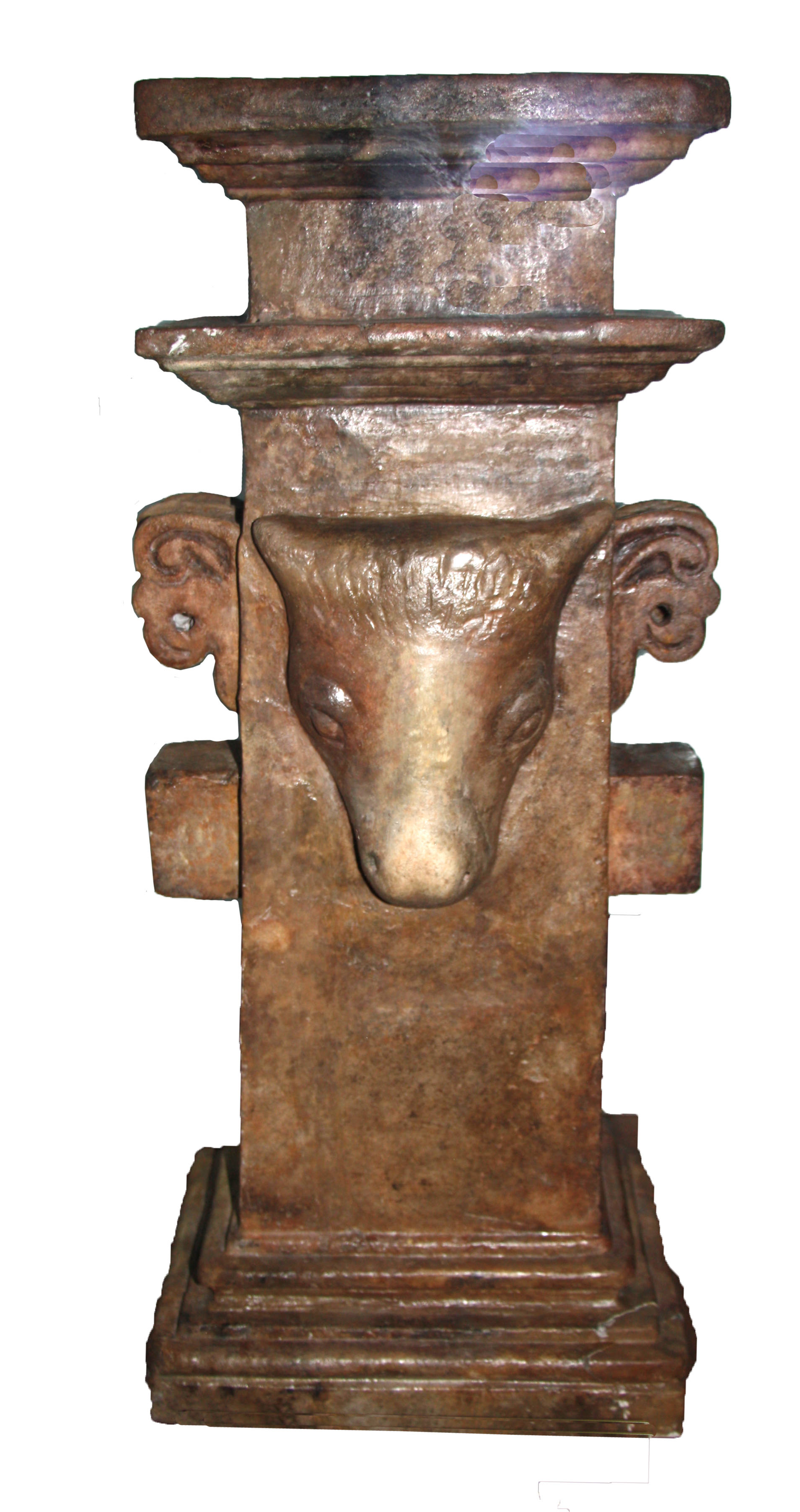
Трапедзофора. Найдена на территории Цитадели.
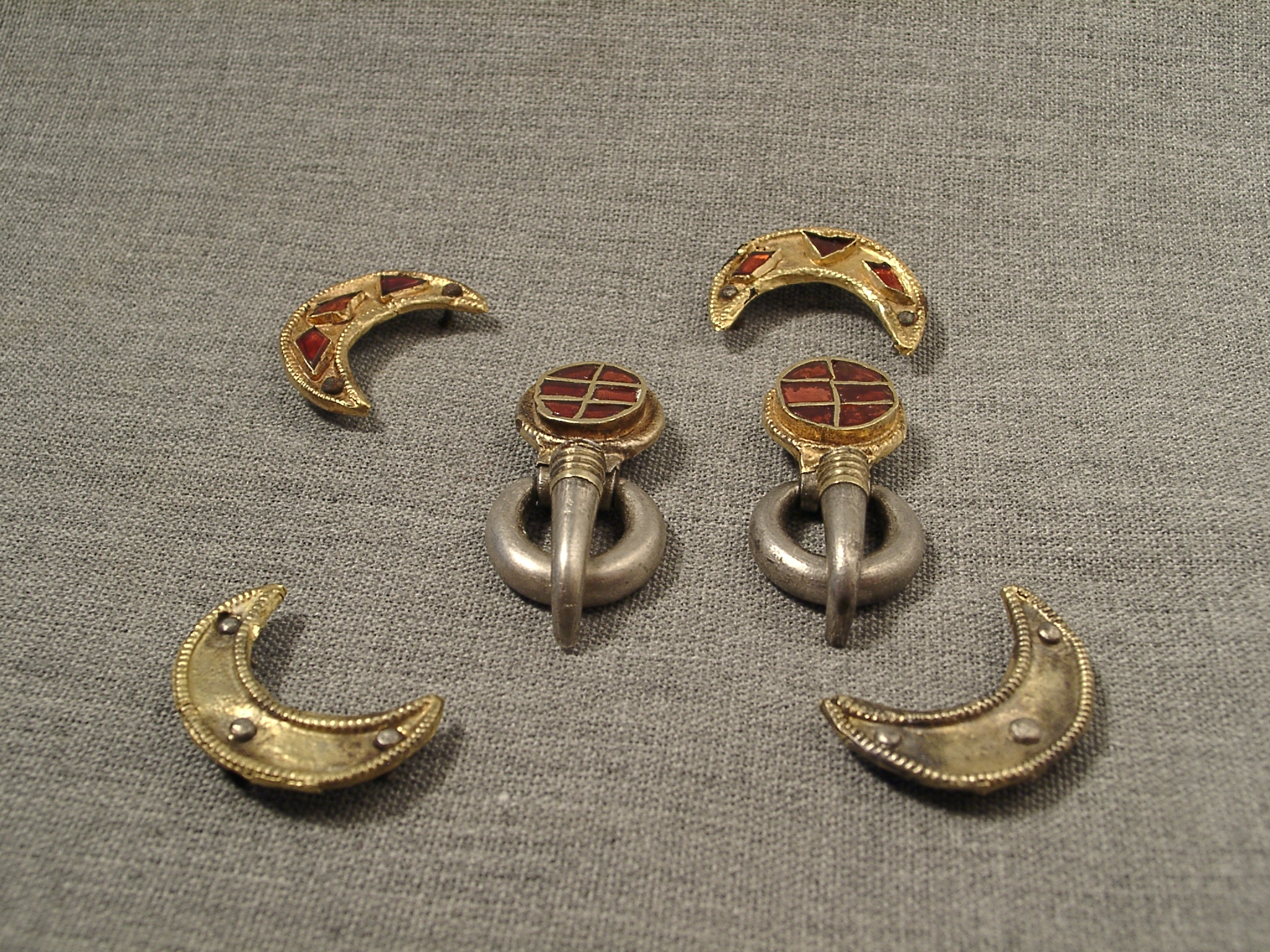
Обувные пряжки и лунницы из погребения близь Танаиса. IV в. н. э.
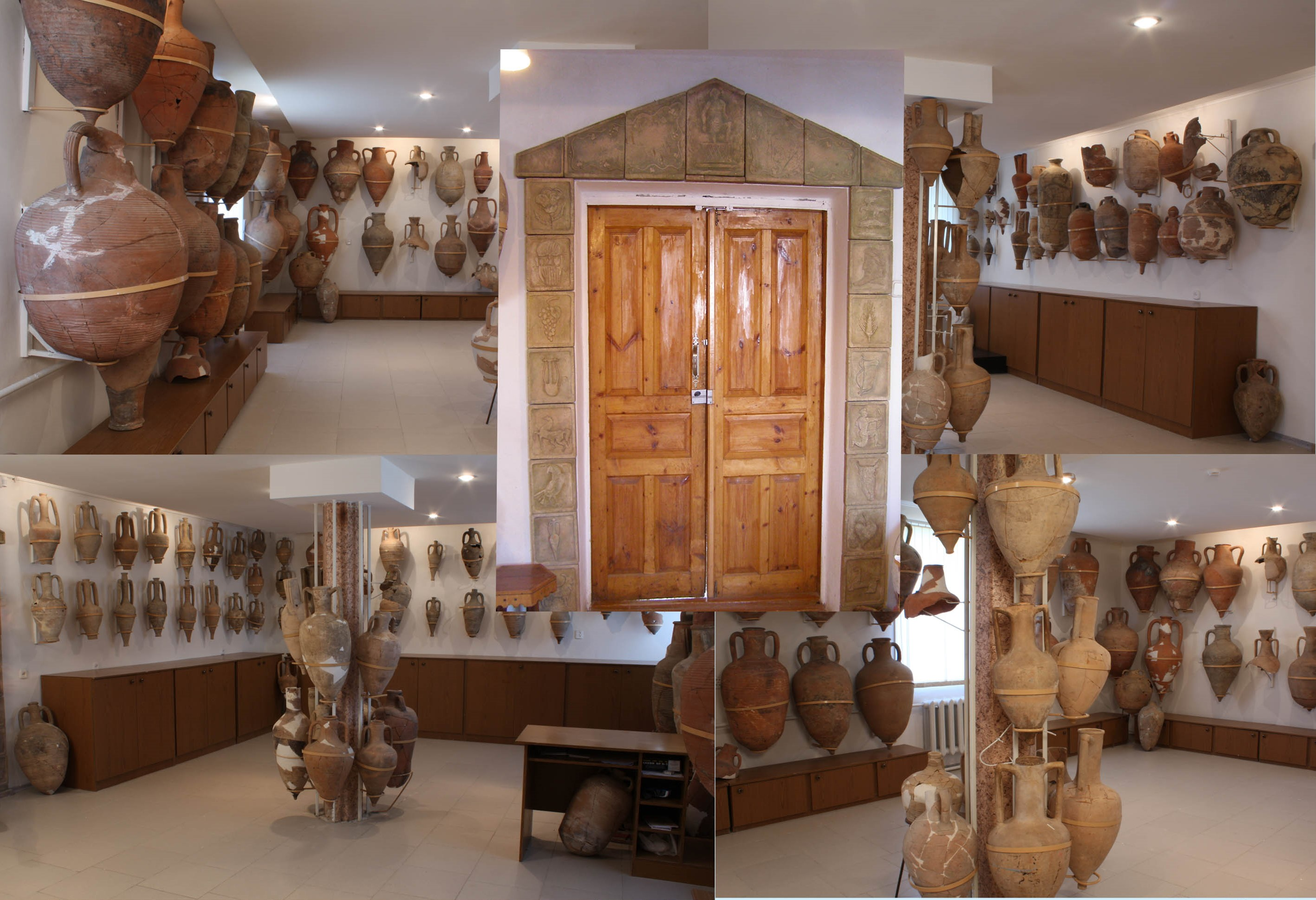
Амфорный зал в археологическом музее-заповеднике «Танаис»